# Via Stockalper

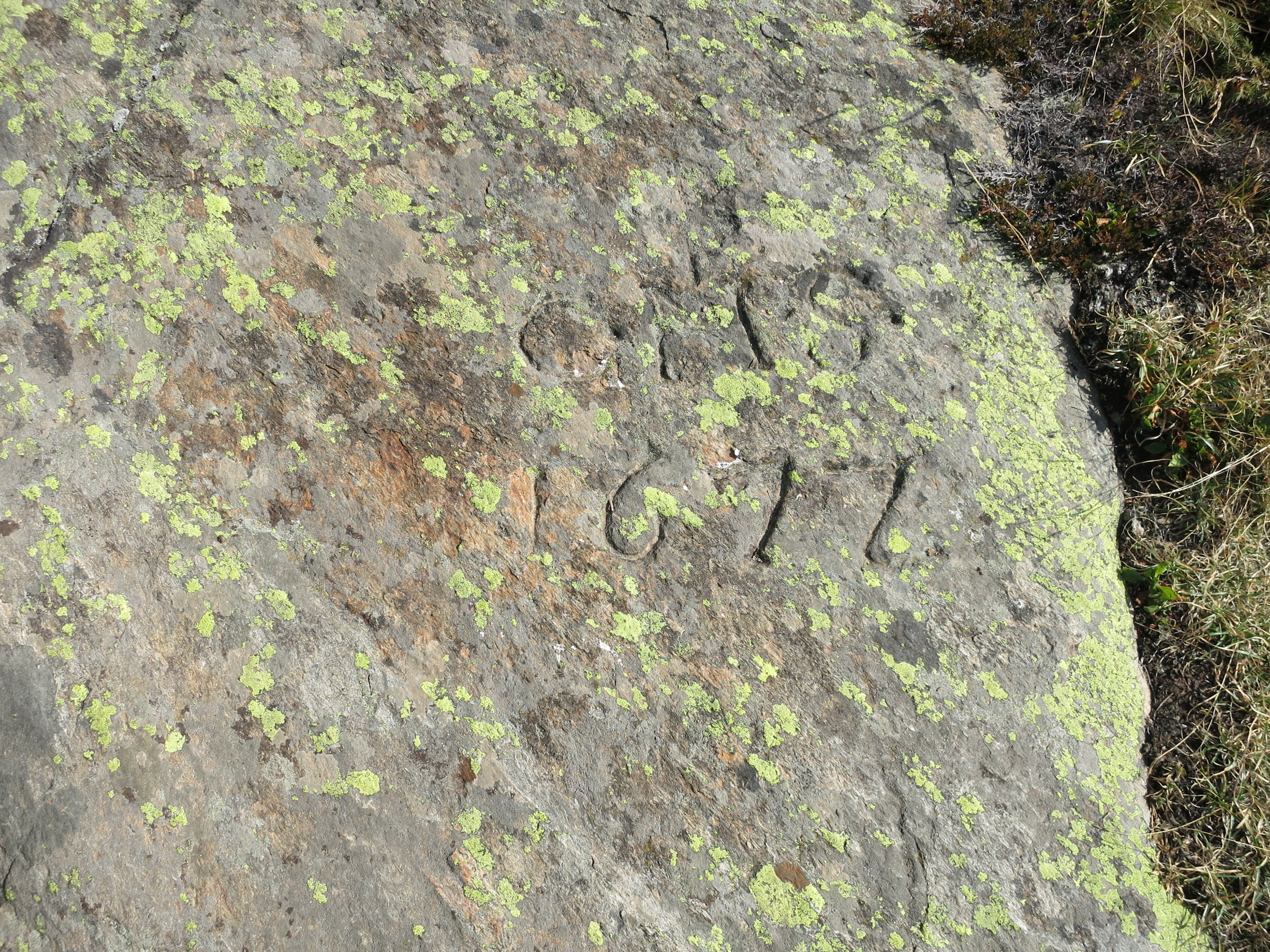
Via Stockalper 1677, Simplonpass

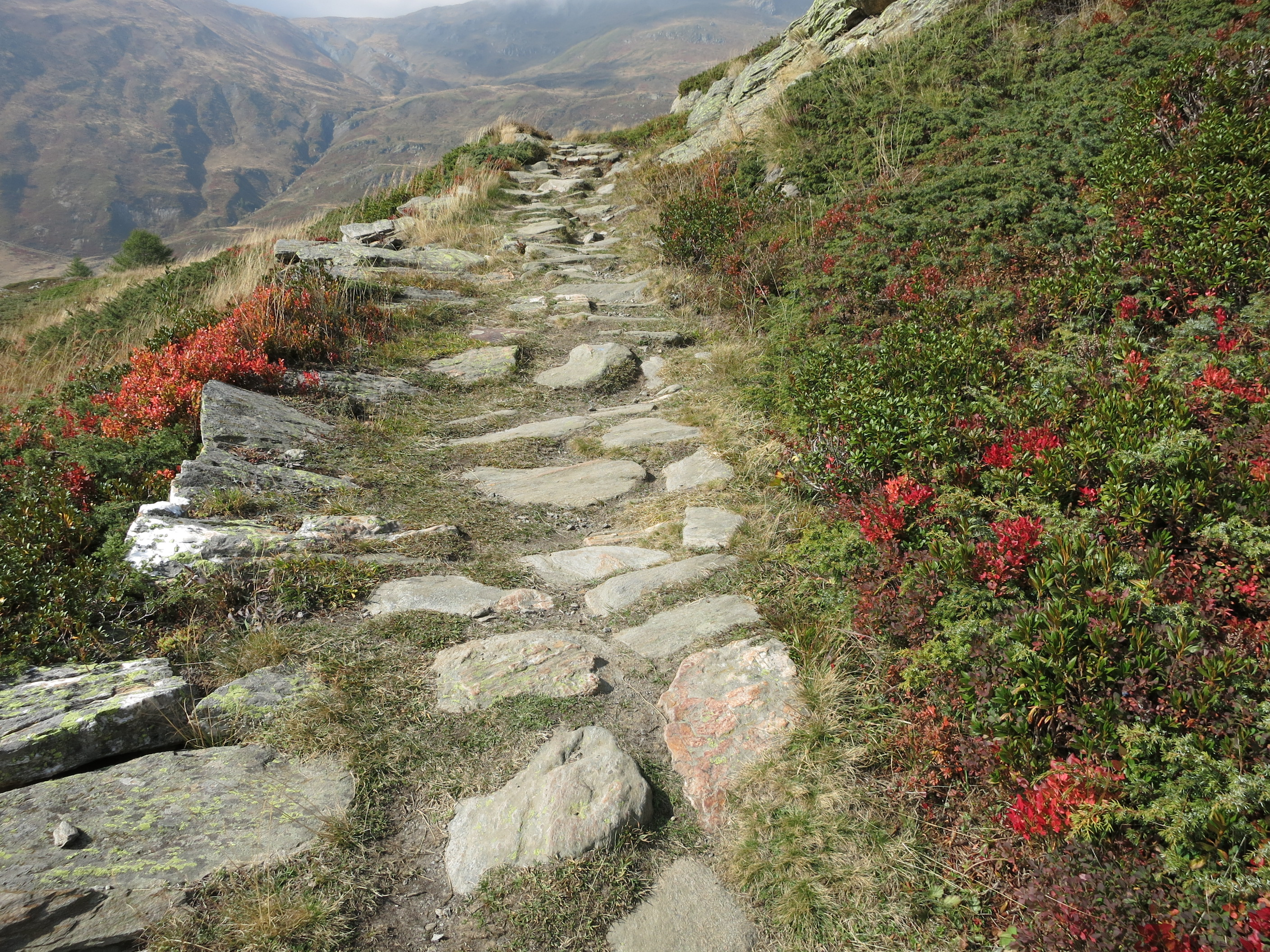
Stockalperweg Simplonpass

Die Via Stockalper (auch Stockalperweg genannt) ist ein Schweizer Kulturwanderweg, der auf dem von Kaspar Stockalper im 17. Jahrhundert ausgebauten Alpen-Transitweg von Brig (720 m) über den Simplonpass (2006 m) nach Gondo (855 m) führt. Der Stockalperweg ist von SchweizMobil als Regionale Route mit der Nr. 90 markiert.
Der Saumpfad über den Simplonpass gilt laut dem Inventar historischer Verkehrswege der Schweiz (IVS) als historischer Verkehrsweg von nationaler Bedeutung.

## Geographie
Der Simplonpass ist eine der tiefstgelegenen Überquerungen des zentralen Alpenmassivs.
Die Via Stockalper führt auf einer Länge von 30 km durch das Tafernatal, die Schluchten Saltina und Gondo und folgt den Flüssen Saltina, Chrummbach und Doveria. Der Weg wird normalerweise in drei Tagesetappen zurückgelegt (in Klammern Schwierigkeit nach SAC-Wanderskala):
- 1. Wandertag: Brig – Schallberg – Grund – Simplonpass, 12 km, 1'550 m Aufstieg, 200 m Abstieg, 6 Stunden
- 2. Wandertag: Simplonpass – Simplon Dorf (T1), 10 km, 540 m Abstieg, 3 Stunden
- 3. Wandertag: Simplon Dorf – Gabi (T1–2) – Gondo (T2), 9 km, 620 m Abstieg, 3 Stunden. Alternative via Zwischenbergtal: Gabi – Furggu (T2) – Zwischbergen (T2–3) – Gondo (T2-3), 12 km, 530 m Aufstieg, 1150 m Abstieg, 7 Stunden[3]

Rückfahrt nach Brig mit dem Postauto auf der Simplonstrasse via Simplonpass oder via Iselle und mit der Bahn durch den Simplontunnel. In den Etappenorten sind Übernachtungsmöglichkeiten vorhanden.

## Geschichte
Nachgewiesene erste Siedlungsspuren auf dem Simplonpass reichen 9'000 Jahre zurück. Der mittelalterliche Saumweg über den Simplon, der bereits im 13. Jahrhundert einen ersten Aufschwung erlebte, wurde im 17. Jahrhundert von Kaspar von Stockalper zu einer sicheren Handelsverbindung in politisch unruhiger Zeit ausgebaut. Nach seinem politischen Sturz unterblieb aber weitgehend der ständig nötige Unterhalt und die vorher gute Verkehrsorganisation zerfiel zusehends. Die Handelsroute verlor dadurch ihre zeitweilige überregionale Bedeutung unter Stockalper an andere Alpenpässe. Von 1801 bis 1805 liess Napoleon die erste befahrbare Strasse der Alpen über den Simplonpass als militärische Transitachse für Geschütze mit aufwendigen Kunstbauten bauen. Diese Strasse wurde auch vom neugebildeten Kanton Wallis im 19. Jahrhundert als Kantonsstrasse übernommen. Abgesehen von der Asphaltierung der Fahrbahn wurde die napoleonische Strasse damals nur wenig verändert. In den 1960er Jahren wurde beim Bau der Nationalstrasse die Trassierung der napoleonischen Strasse weitgehend übernommen. Daher sind von letzterer heute nur noch wenige Abschnitte (v. a. die grösseren Brücken) erhalten, wo die moderne Strasse in Tunneln und Galerien verläuft und Kurven der früheren Strasse schneidet.
Der seit 1800 selbst zum Teil nicht einmal mehr lokal genutzte Stockalperweg zerfiel an vielen Orten – insbesondere wo er parallel der Napoleon-Strasse verlief, im Laufe der Zeit verschüttet wurde durch Bergsturzmaterial oder Nutzungen entlang des Weges aufgegeben wurden wie im Zwischbergental und im Tafernatobel mit der früher wichtigeren ehemaligen Dauersiedlung «Grund». Die von Stockalper errichteten Hausbauten entlang des nach ihm benannten Weges sind aber noch zu einem grossen Teil erhalten.
In den 1990er Jahren wurde er als Kulturwanderroute reaktiviert.

## Orte und Sehenswürdigkeiten an der Via Stockalper
Die Objekte sind mit grauen Informationstafeln des Ecomuseums Simplon am Wanderweg beschildert.

### Objekte Brig–Simplonpass
1. Altes Stockalperhaus, Alte Simplonstrasse ⊙
2. Antoniusspital ⊙
3. Antoniuskapelle ⊙
4. Metziltenturm ⊙
5. «Klosterbogen», verbindet Ursulinenkirche mit Metziltenturm ⊙
6. Kapelle des heiligen Antonius von Padua im Lingwurm ⊙
7. Stadel im Brei ⊙
8. Stockalperweg beim Gfalte Wald ⊙
9. Föhrenwald beim Chalchofen ⊙
10. Ehemaliges Wirtshaus «Zer Taferna» ⊙
11. «Auf der Sust» ⊙
12. Simplonadler ⊙

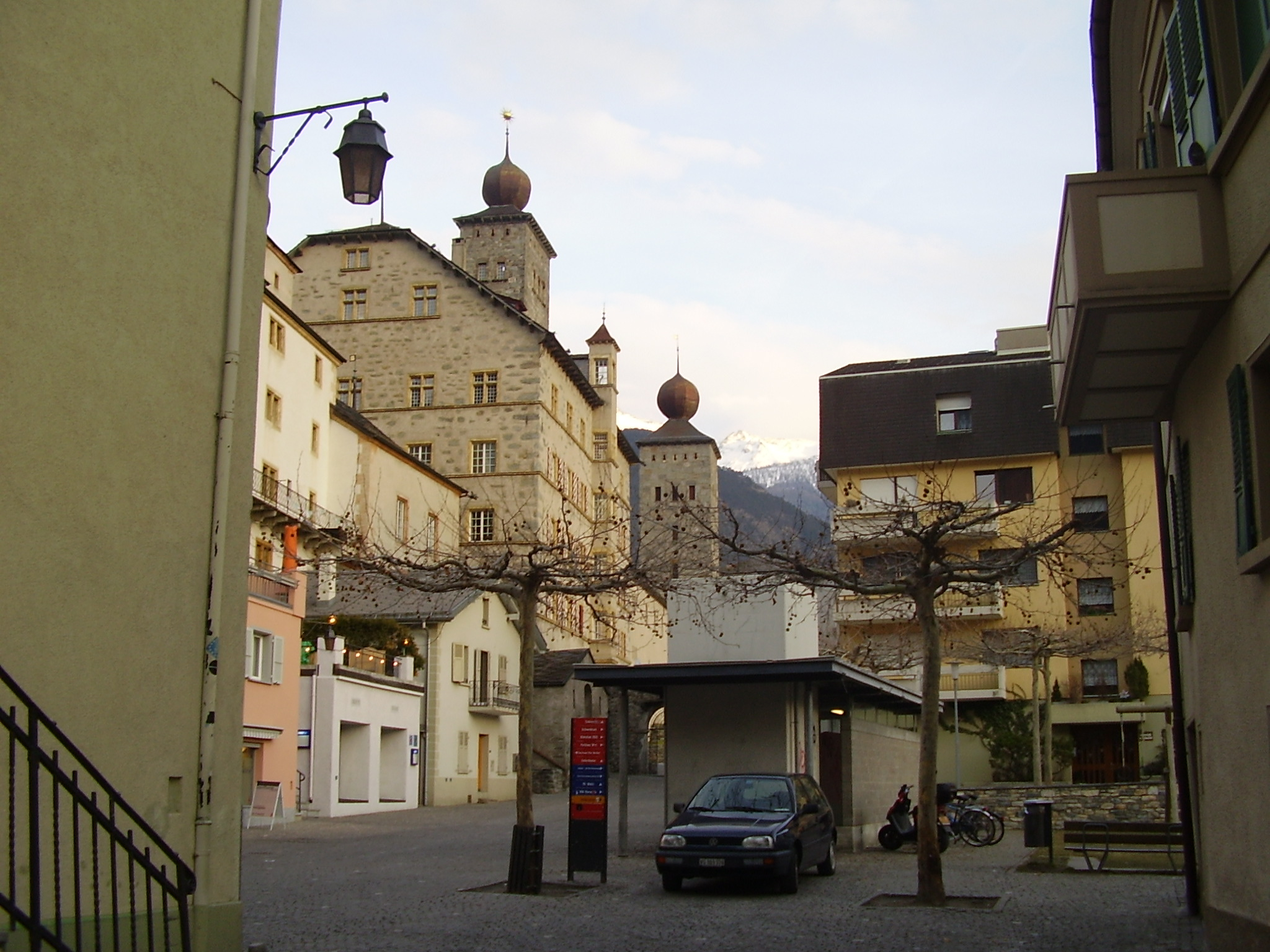
1. Altes Stockalperhaus
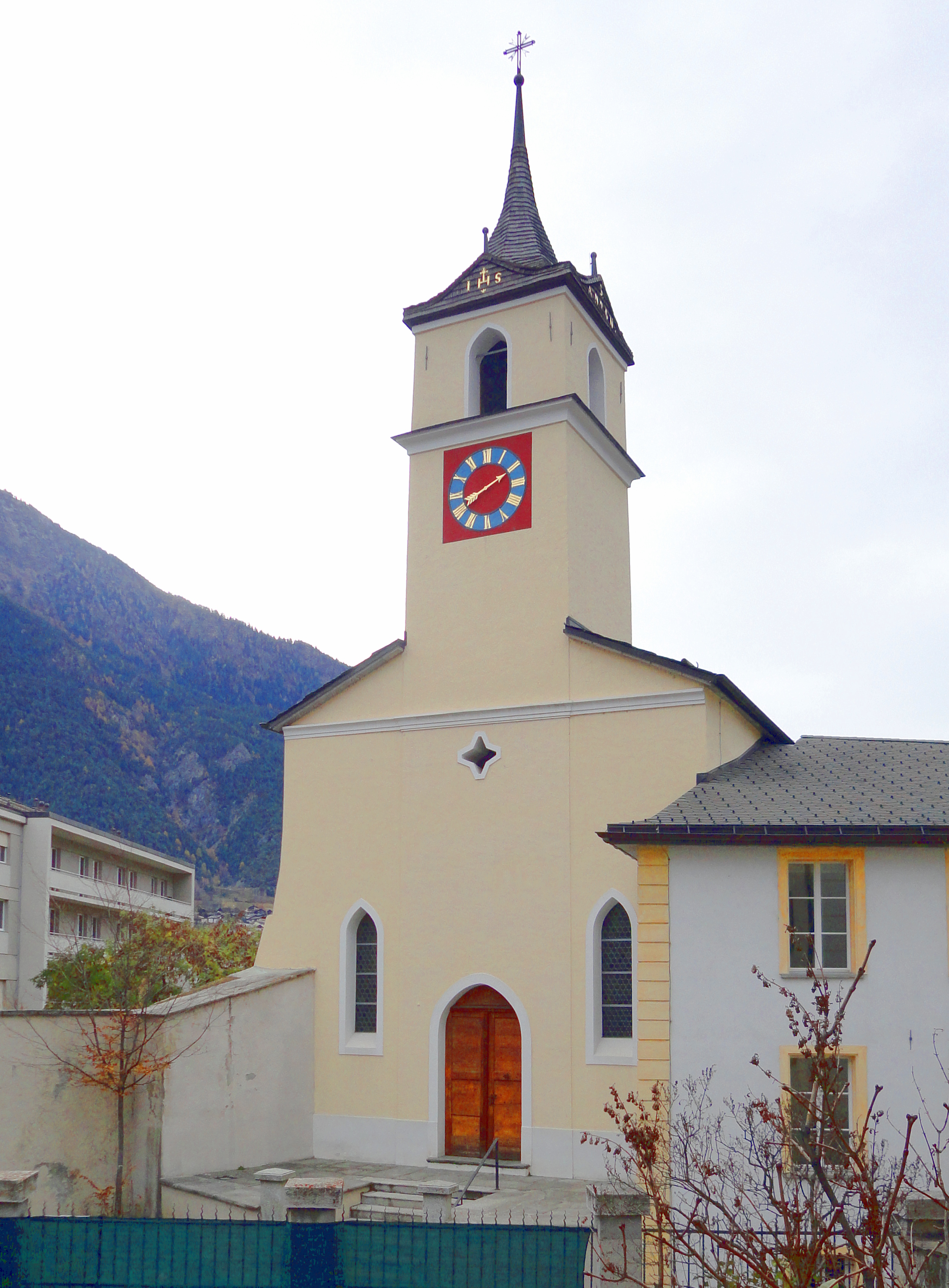
3. Antoniuskapelle und -spital
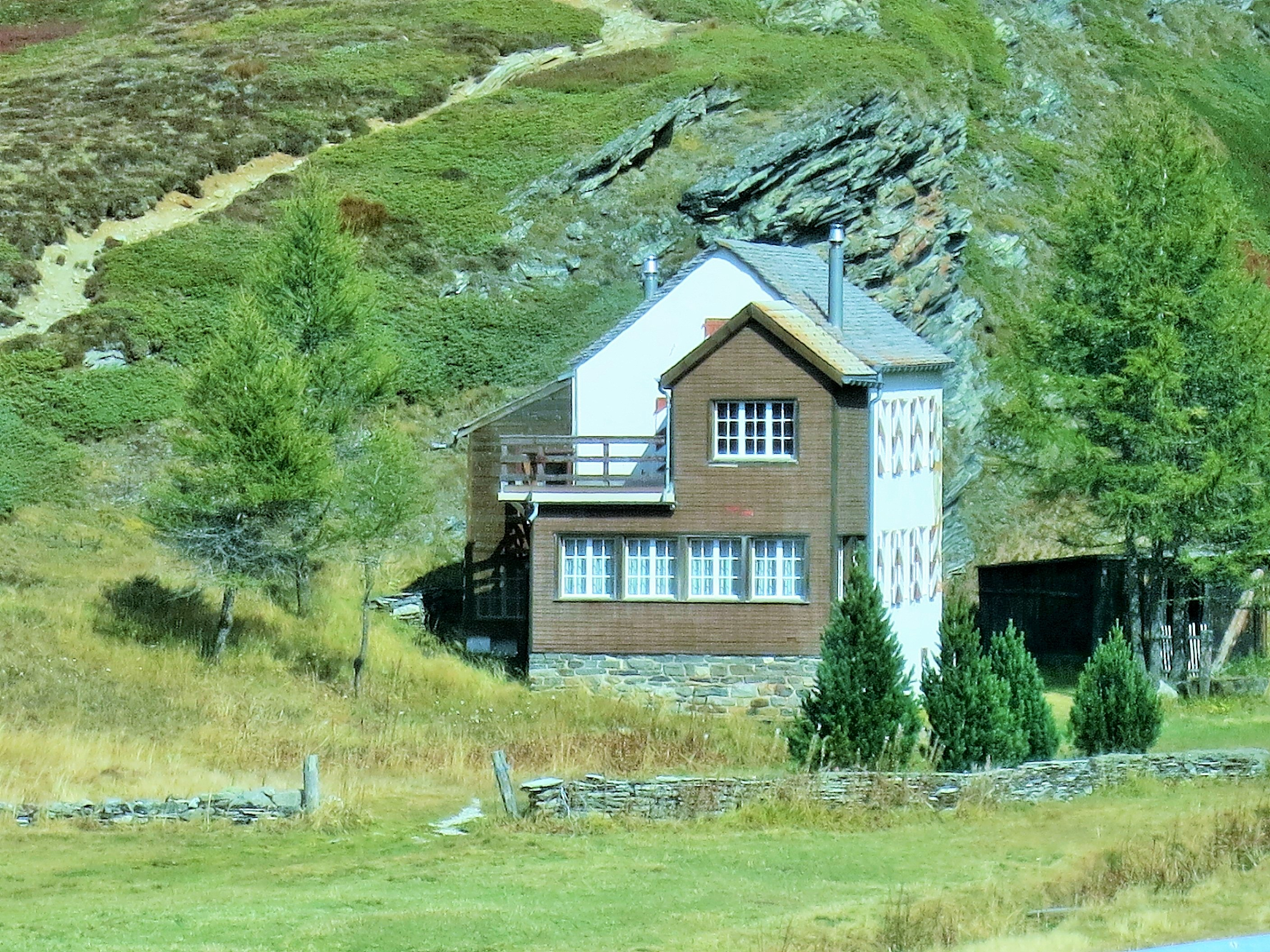
11. «Auf der Sust»
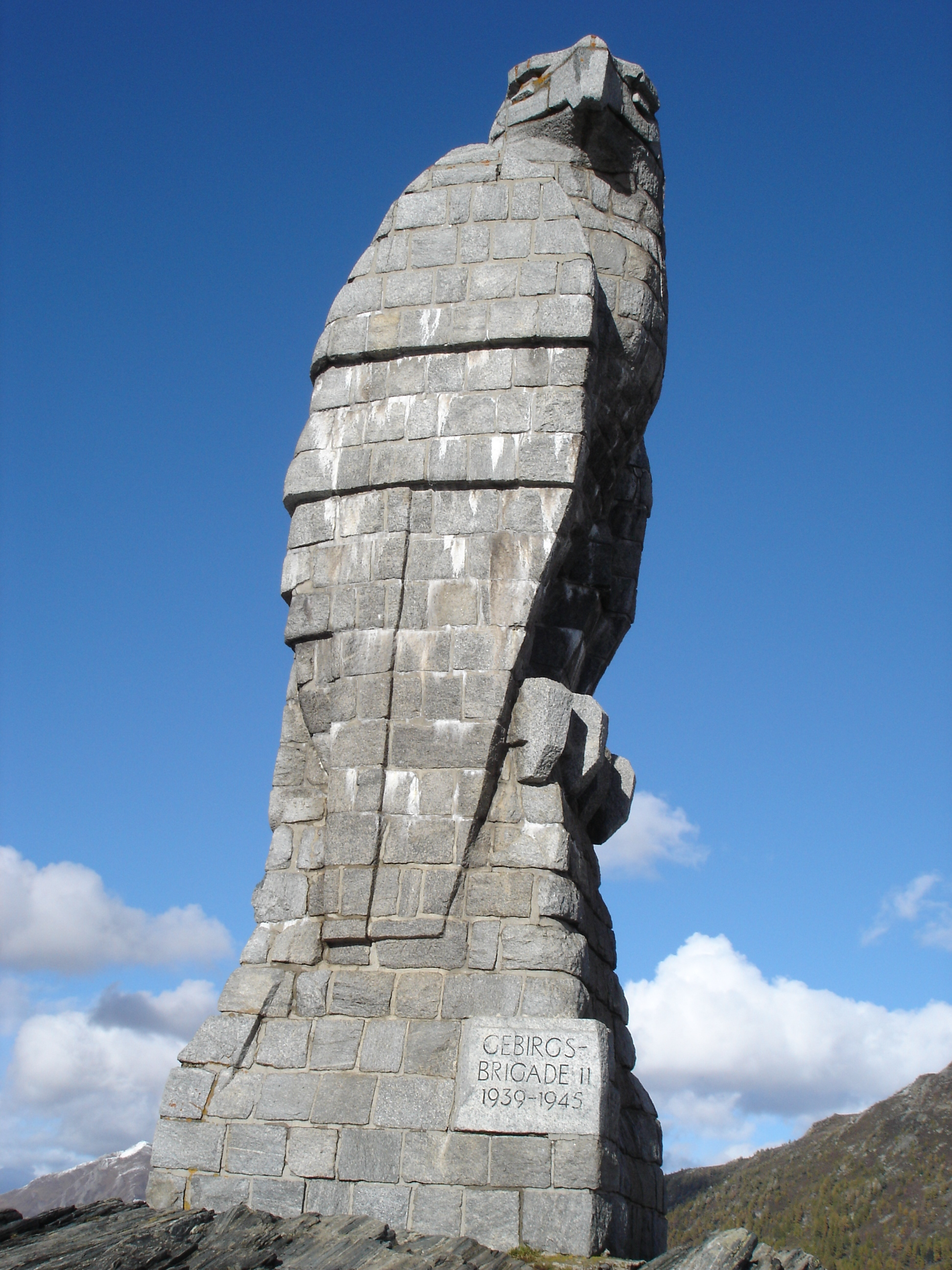
12. Simplonadler
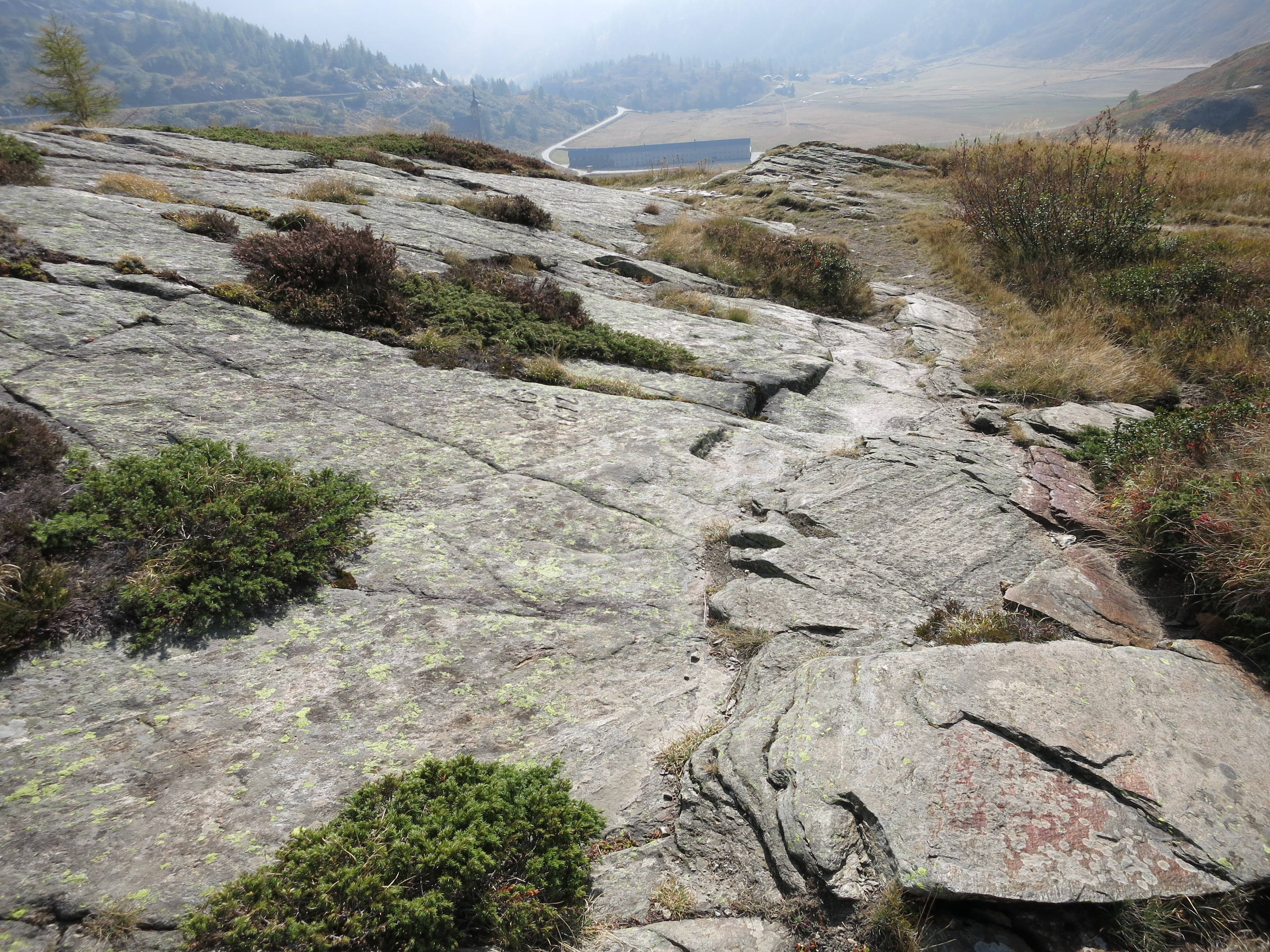
Stockalperweg Simplonpass

### Objekte Simplonpass–Gabi
1. «Alter Spittel» im Gampisch ⊙
2. Barralhaus im Gampisch ⊙
3. Nideralp ⊙
4. Schutzhaus Nr. VII im Engiloch ⊙
5. Militärische Befestigung Engiloch ⊙
6. Gletschertopf beim Engiloch ⊙

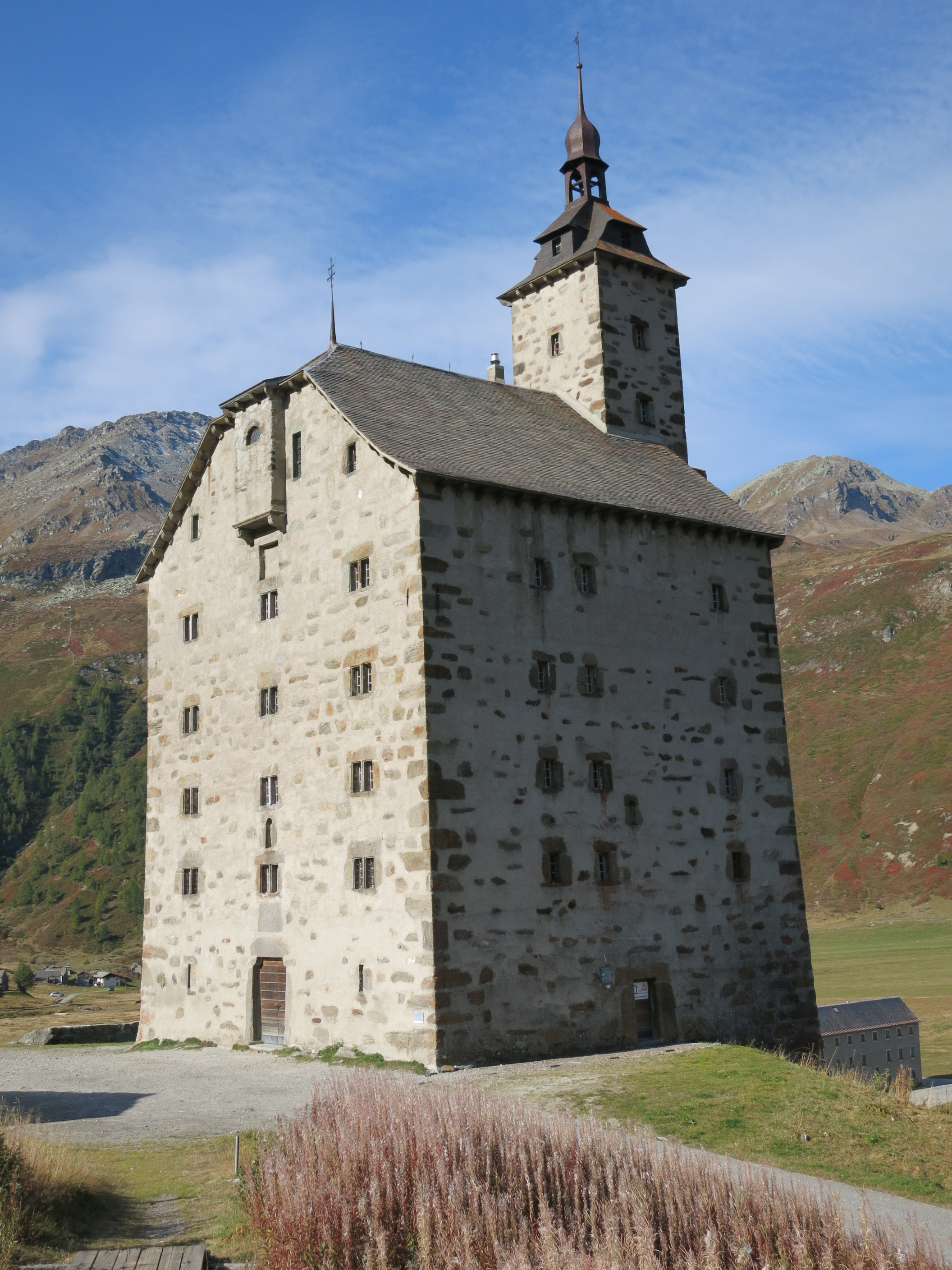
1. «Alter Spittel» im Gampisch
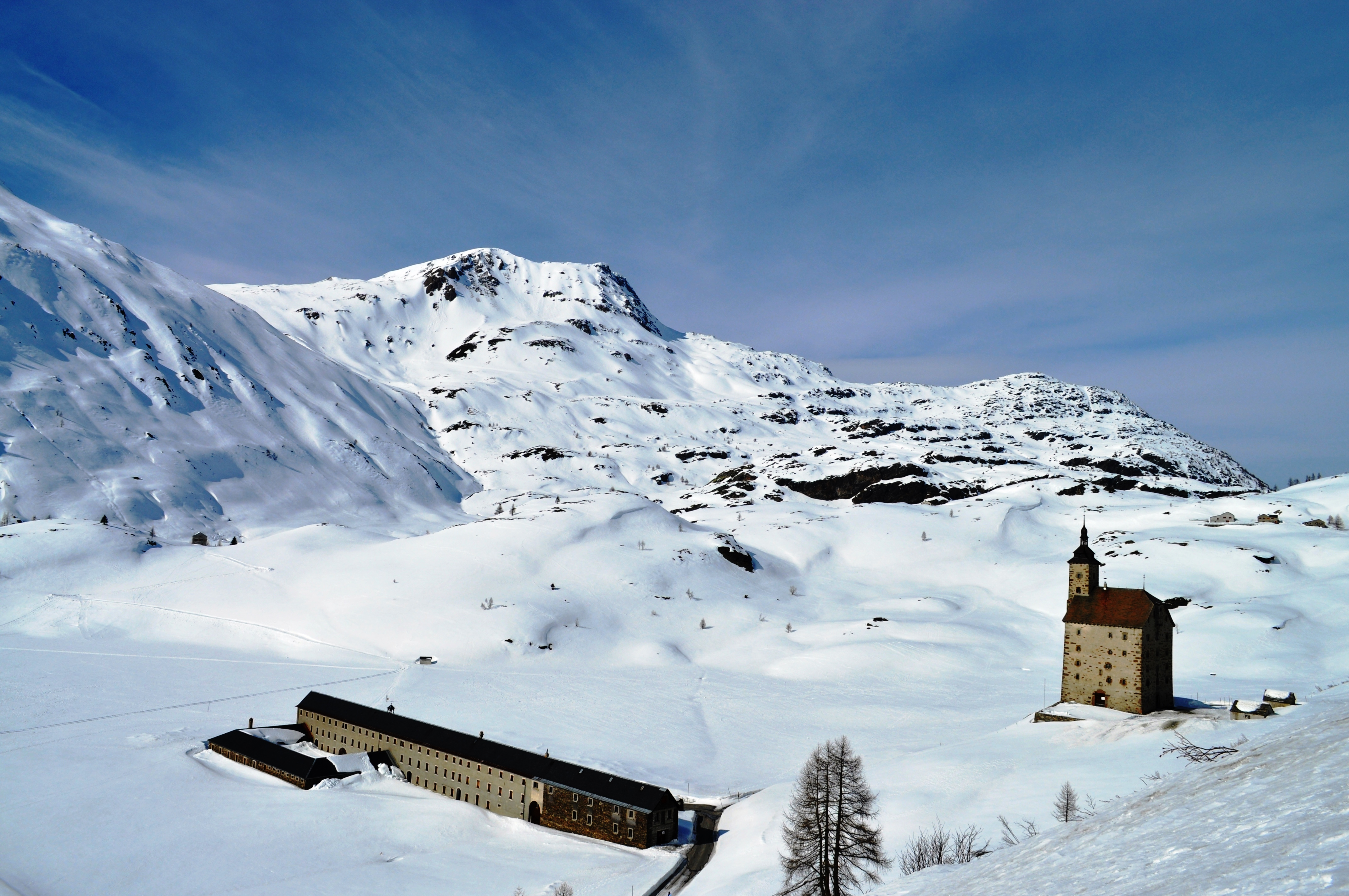
2. Barralhaus im Gampisch
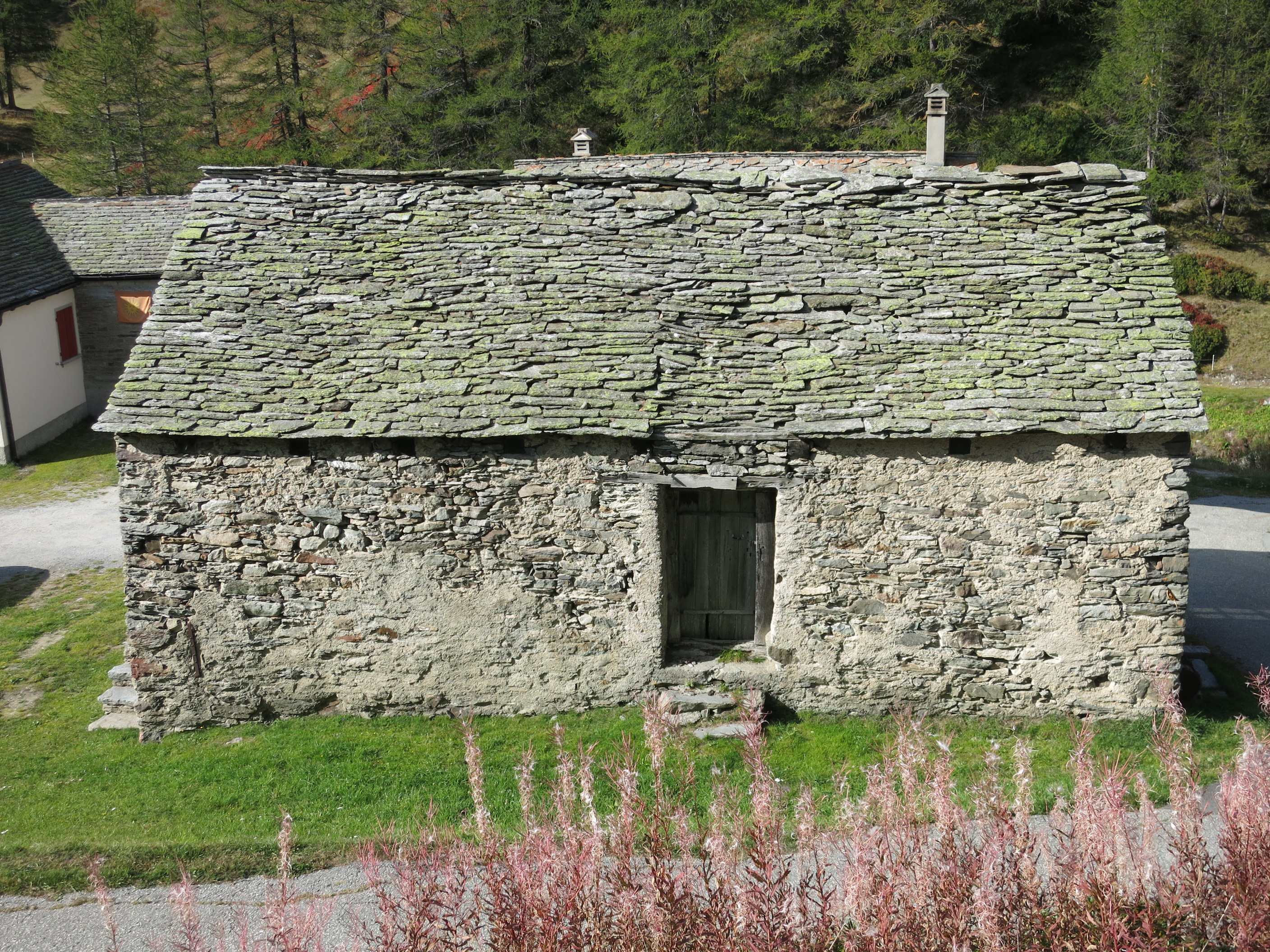
3. Nideralp.jpg
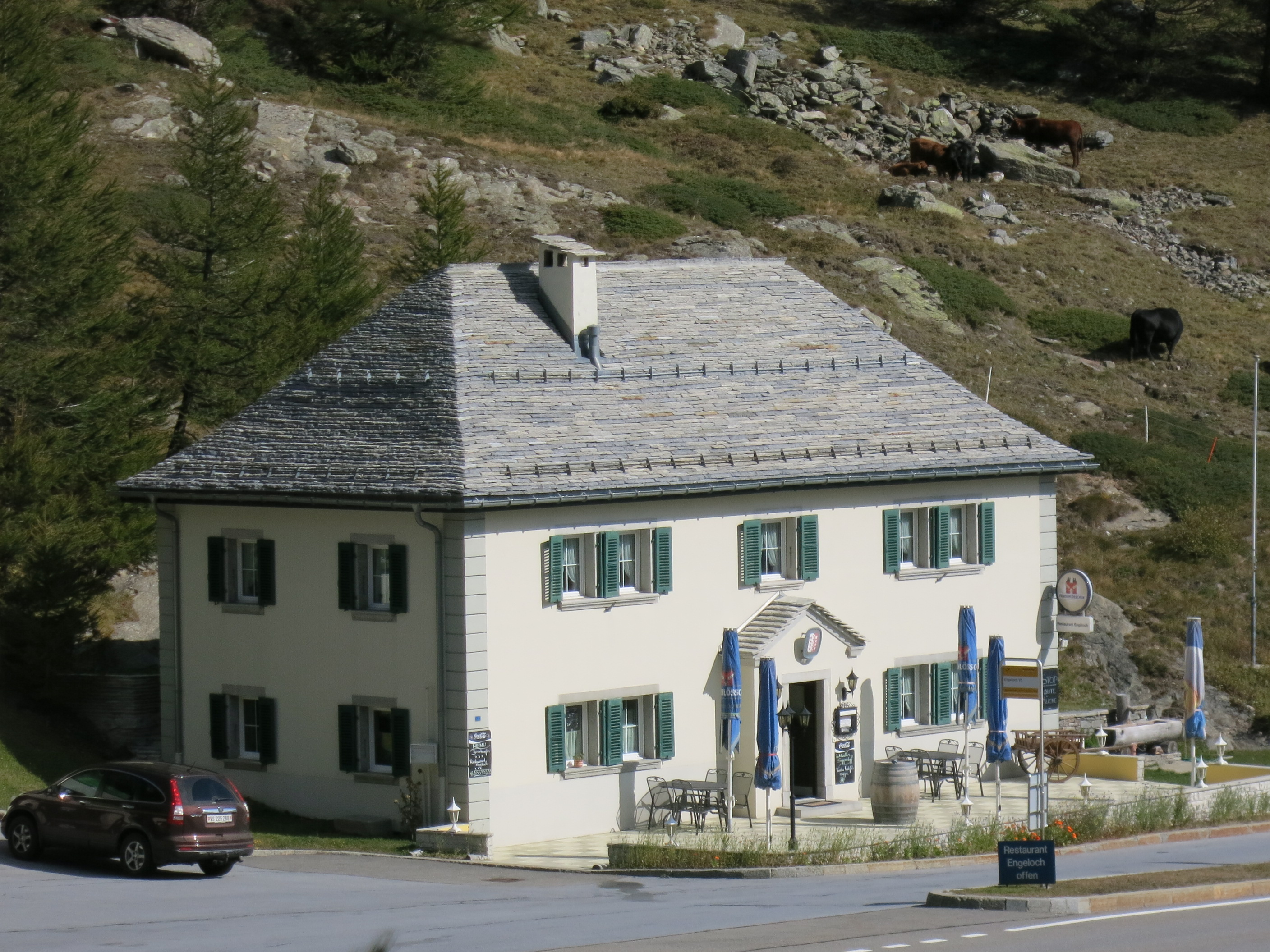
4. Schutzhaus Nr. VII im Engiloch
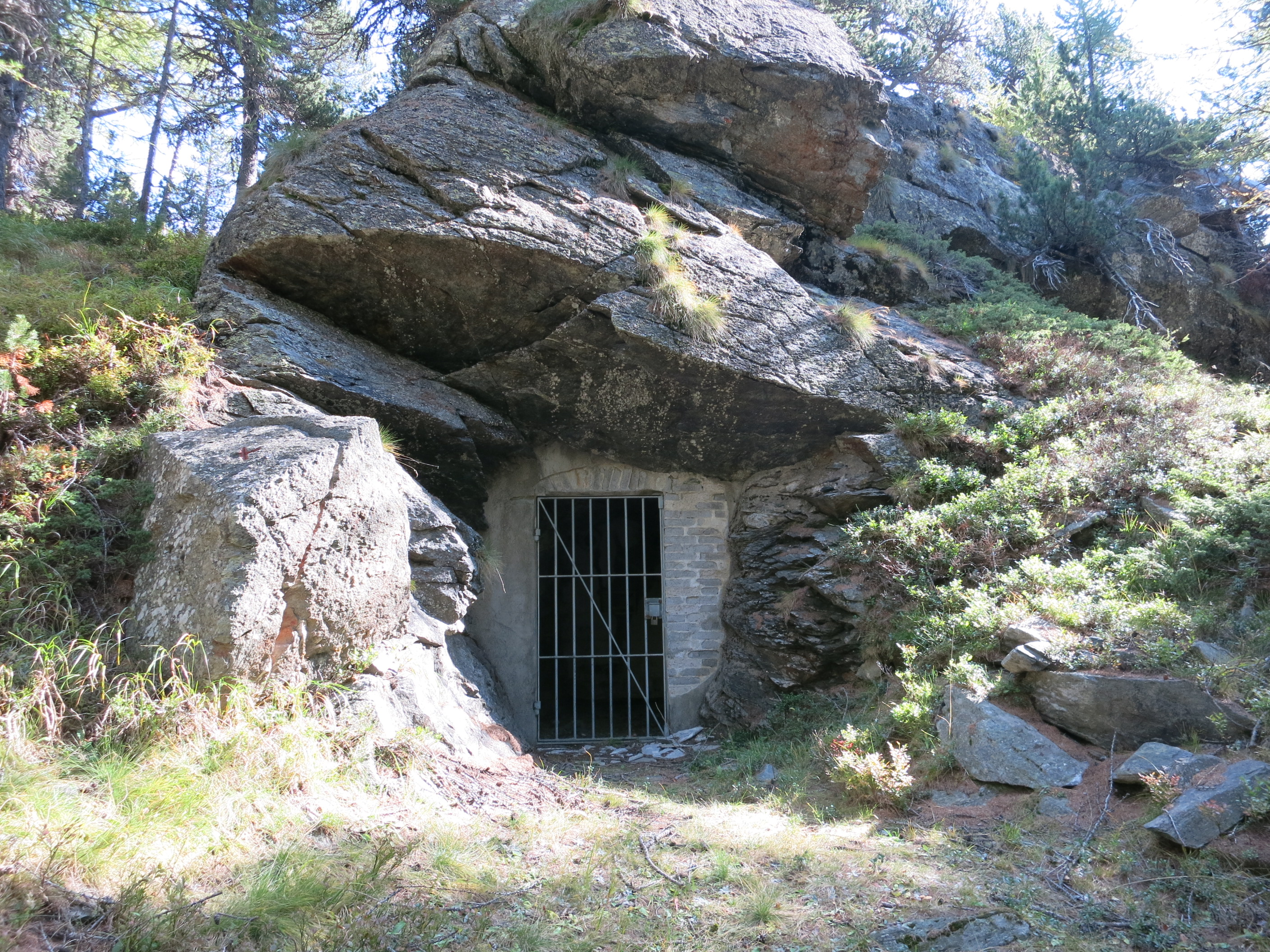
5. Militärische Befestigung Engiloch

7. Alte Sust unterhalb der Engi ⊙
8. Maschihüs ⊙
9. «Ägerbrigga» ⊙
10. Egga ⊙
11. Rossbodensturz (Gletschersturz) ⊙
12. Chluisä ⊙

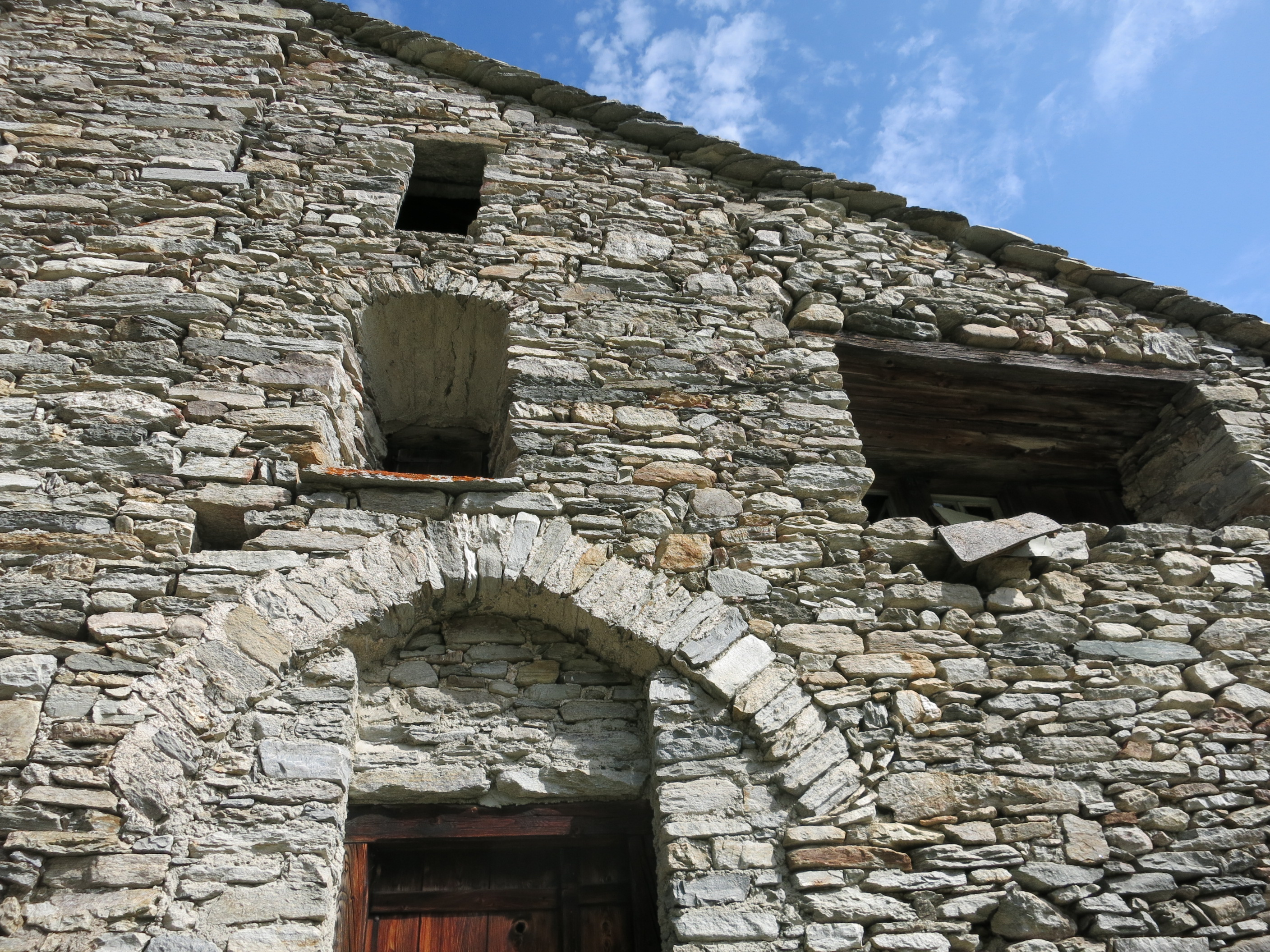
7. Alte Sust unterhalb der Engi
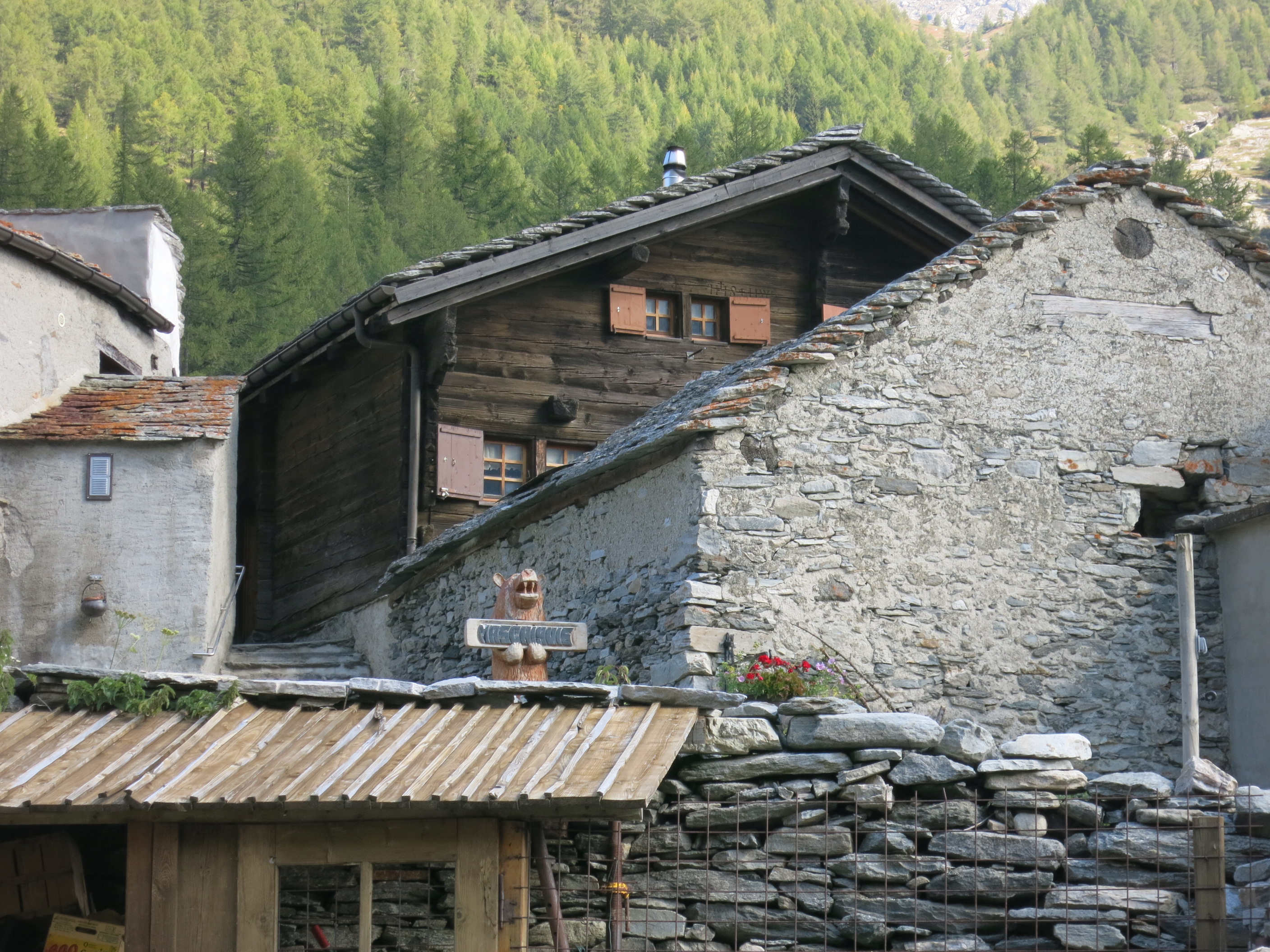
8. Maschihüs
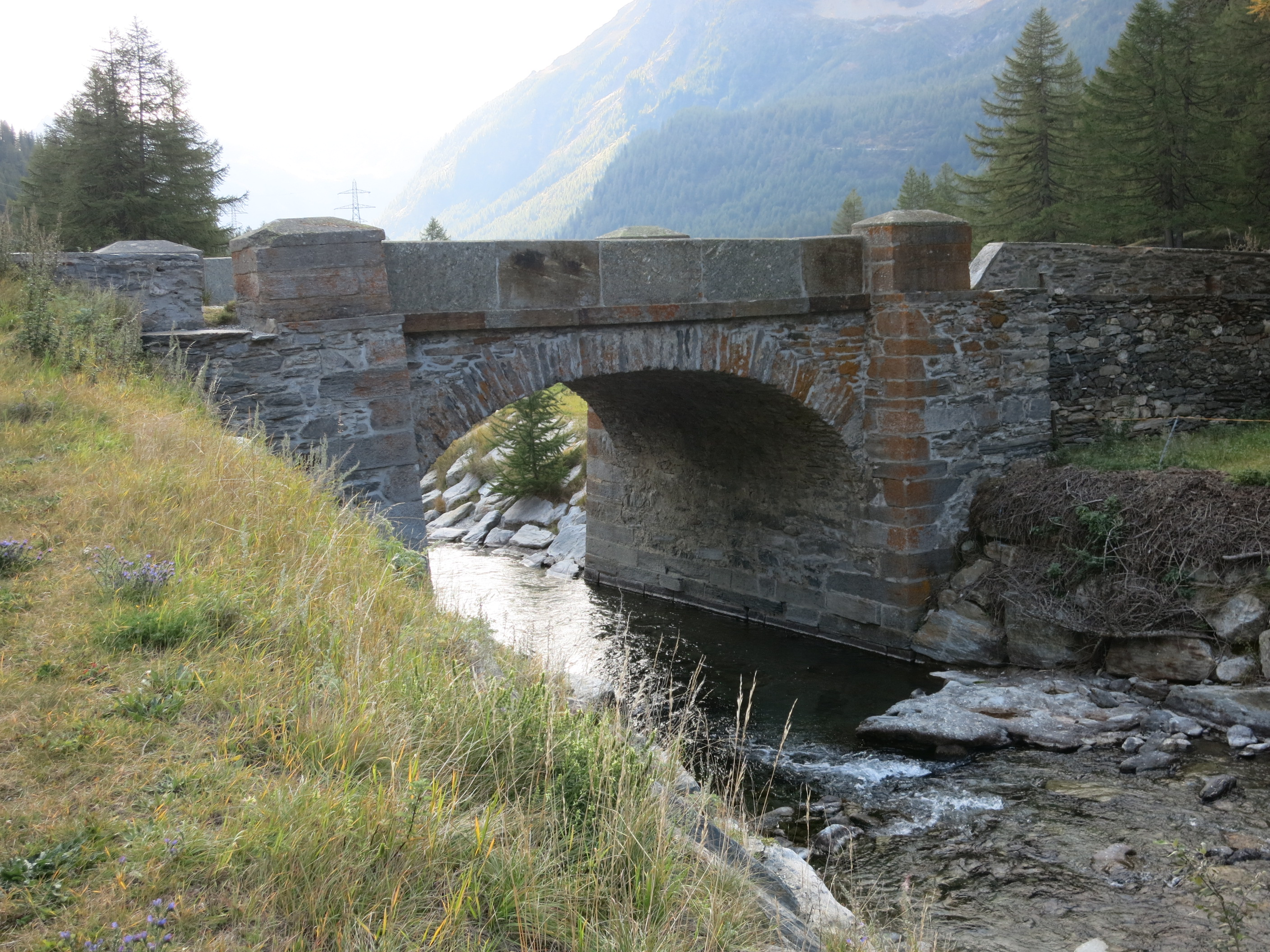
9. «Ägerbrigga» der Napoleonstrasse
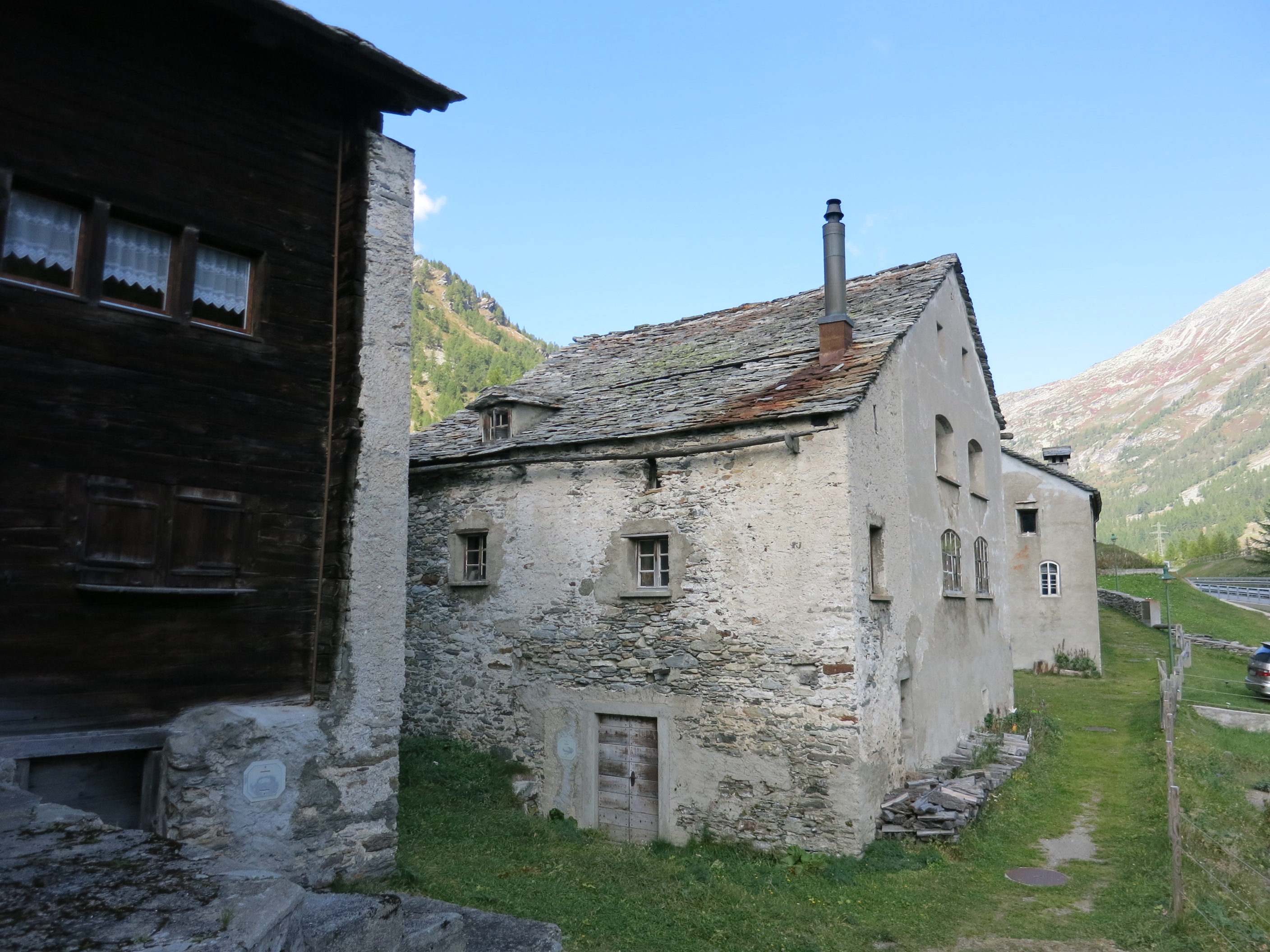
10. Egga
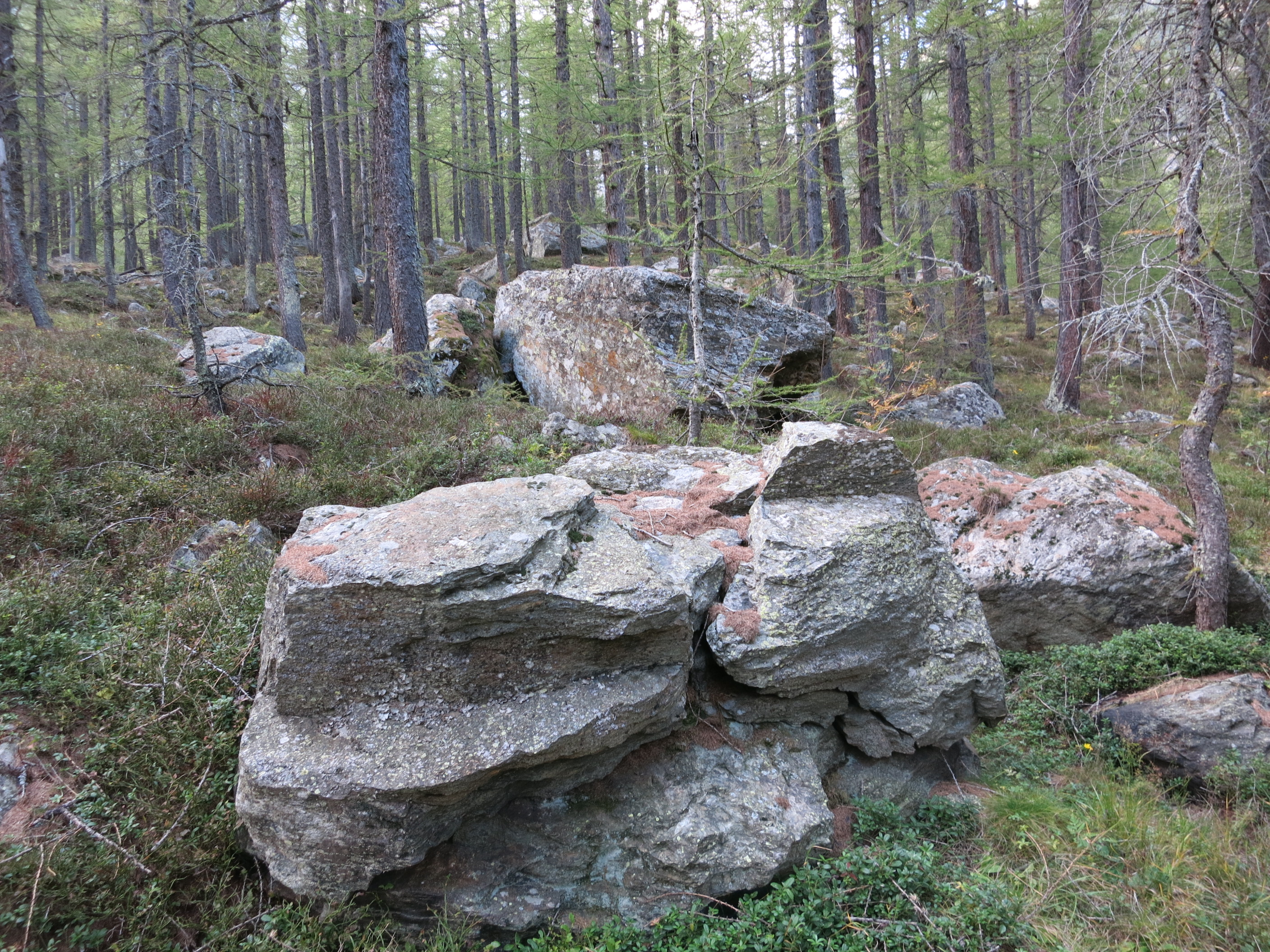
11. Rossbodensturz (Gletschersturz)
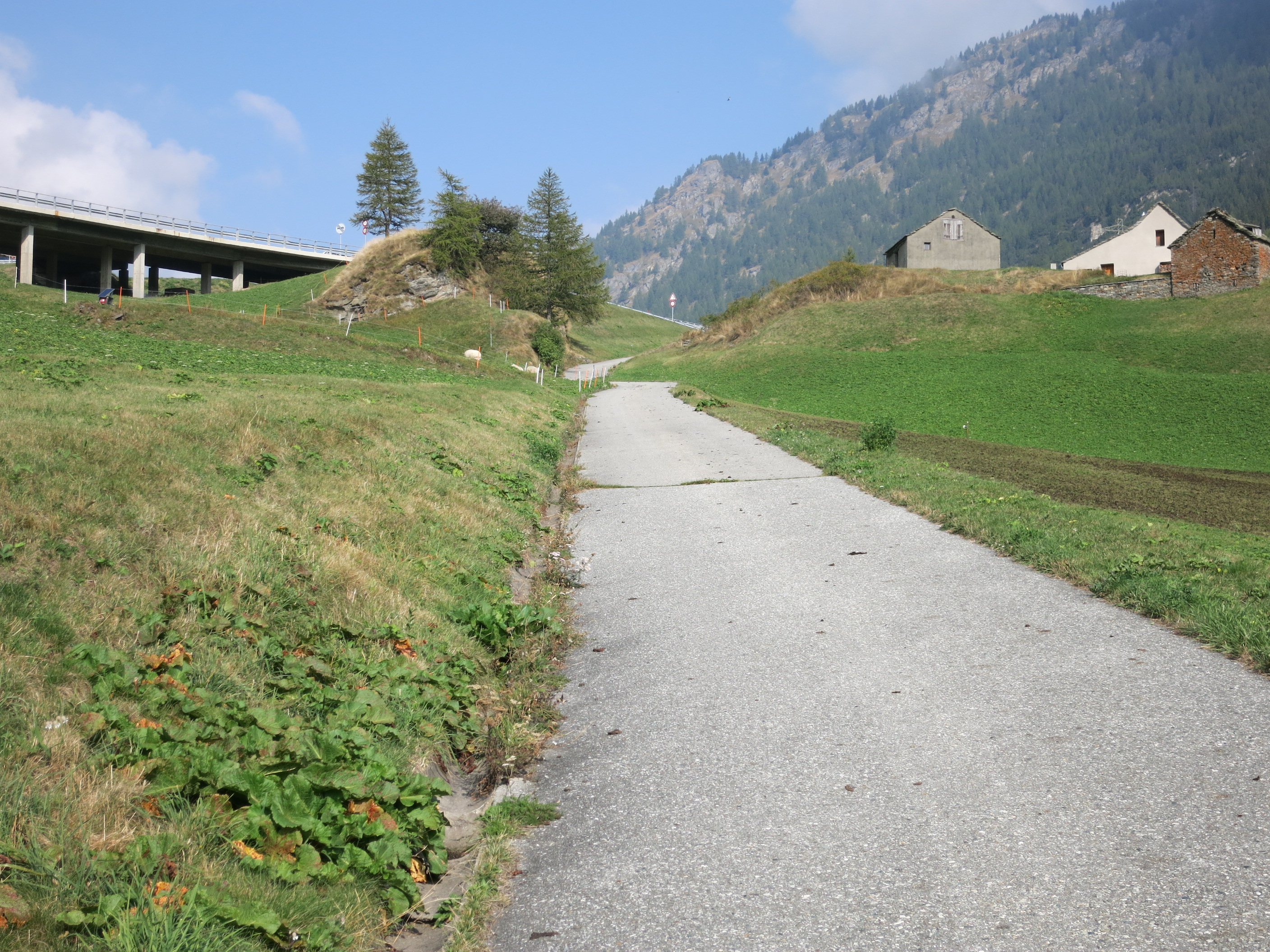
12. Chluisä

### Objekte Gabi–Gondoschlucht
1. Ruine der Kapelle im Undru Gstei ⊙
2. Doppelwohnhaus im Gschoru Erb ⊙
3. Ruine in der Äbi ⊙
4. Kalkofen in der Gondoschlucht ⊙
5. «Alte Kaserne» ⊙
6. Ponte Alto («Hohstäg») ⊙

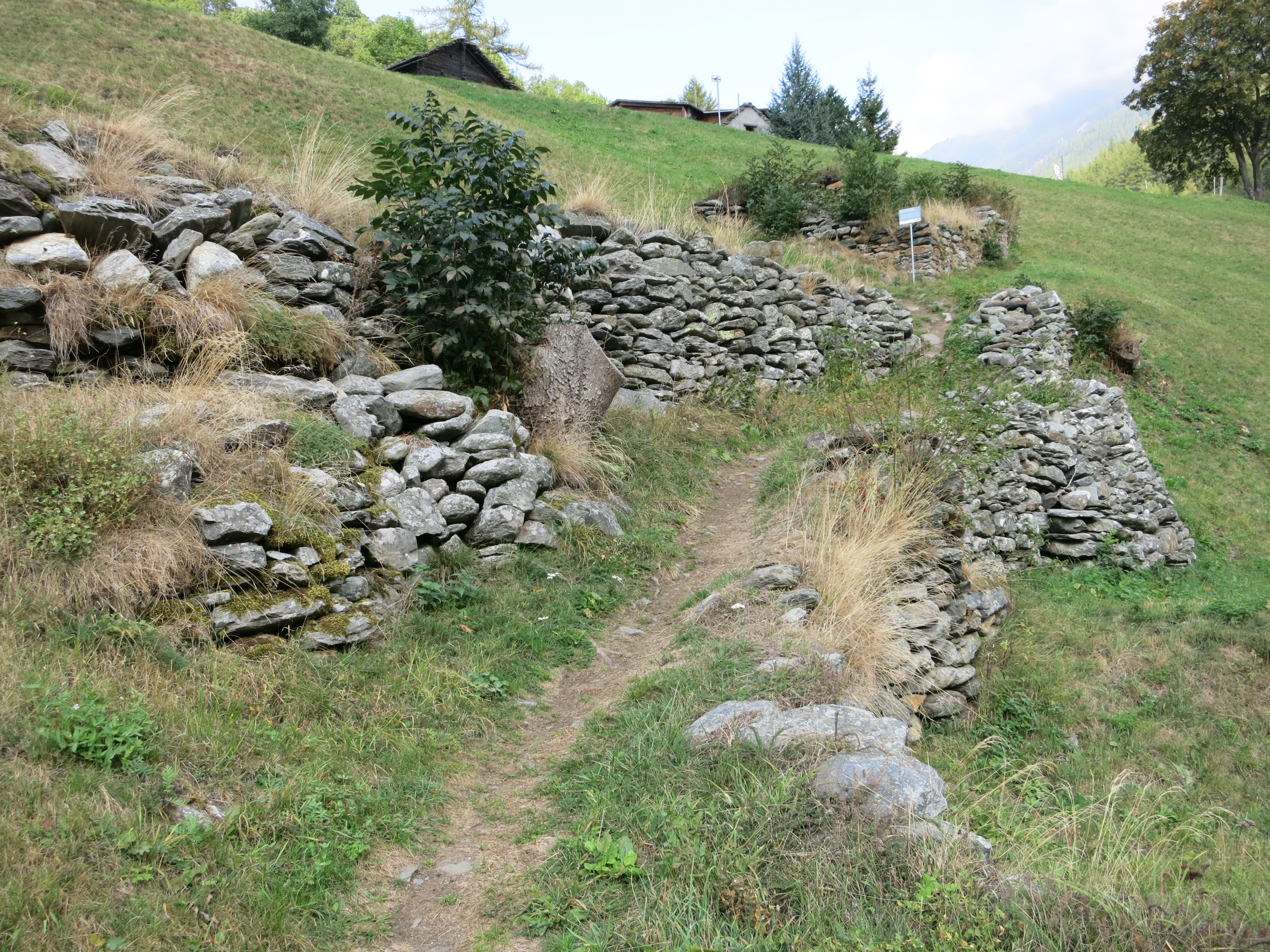
1. Ruine der Kapelle im Undru Gstei
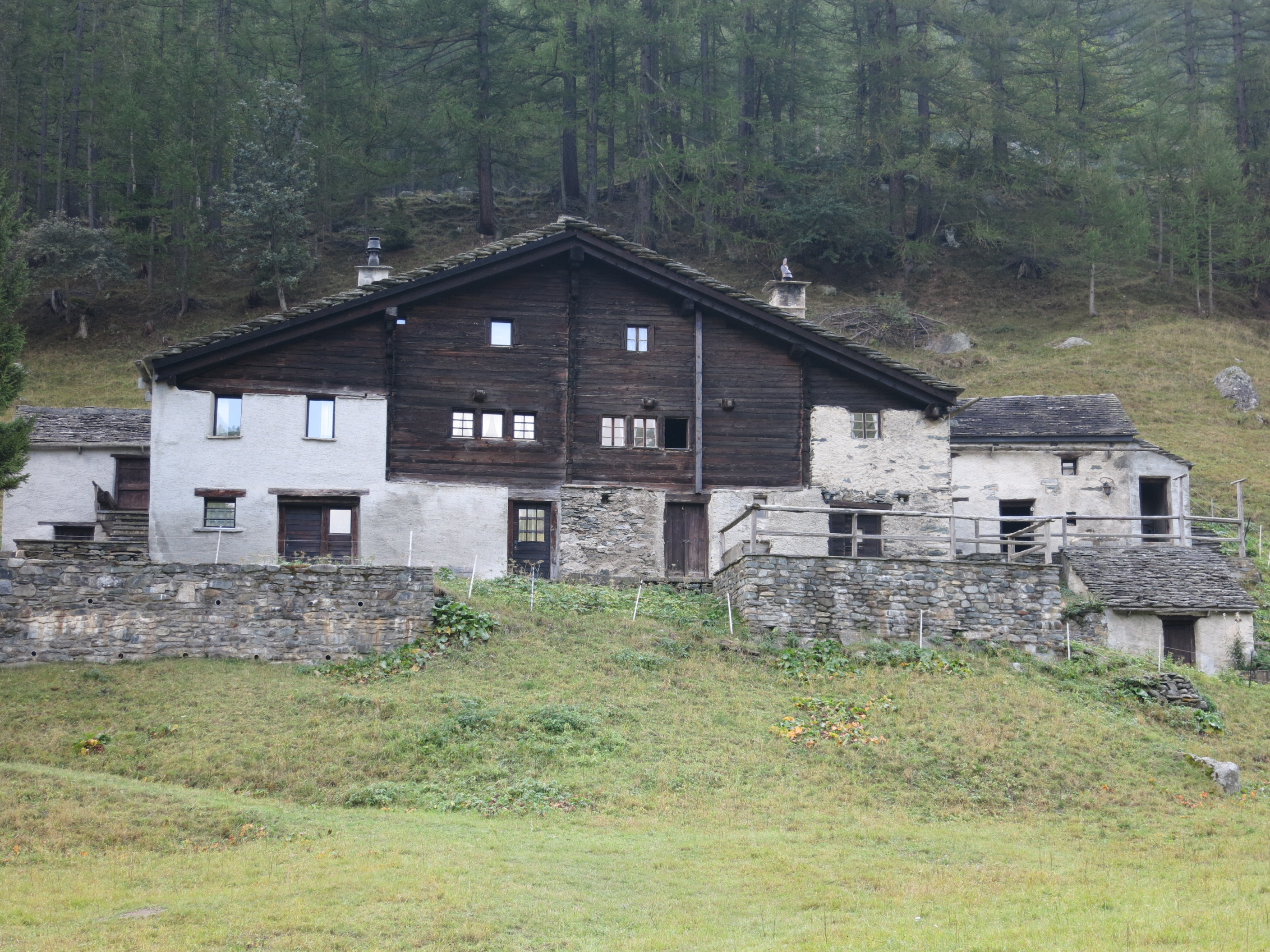
2. Doppelwohnhaus im Gschoru Erb
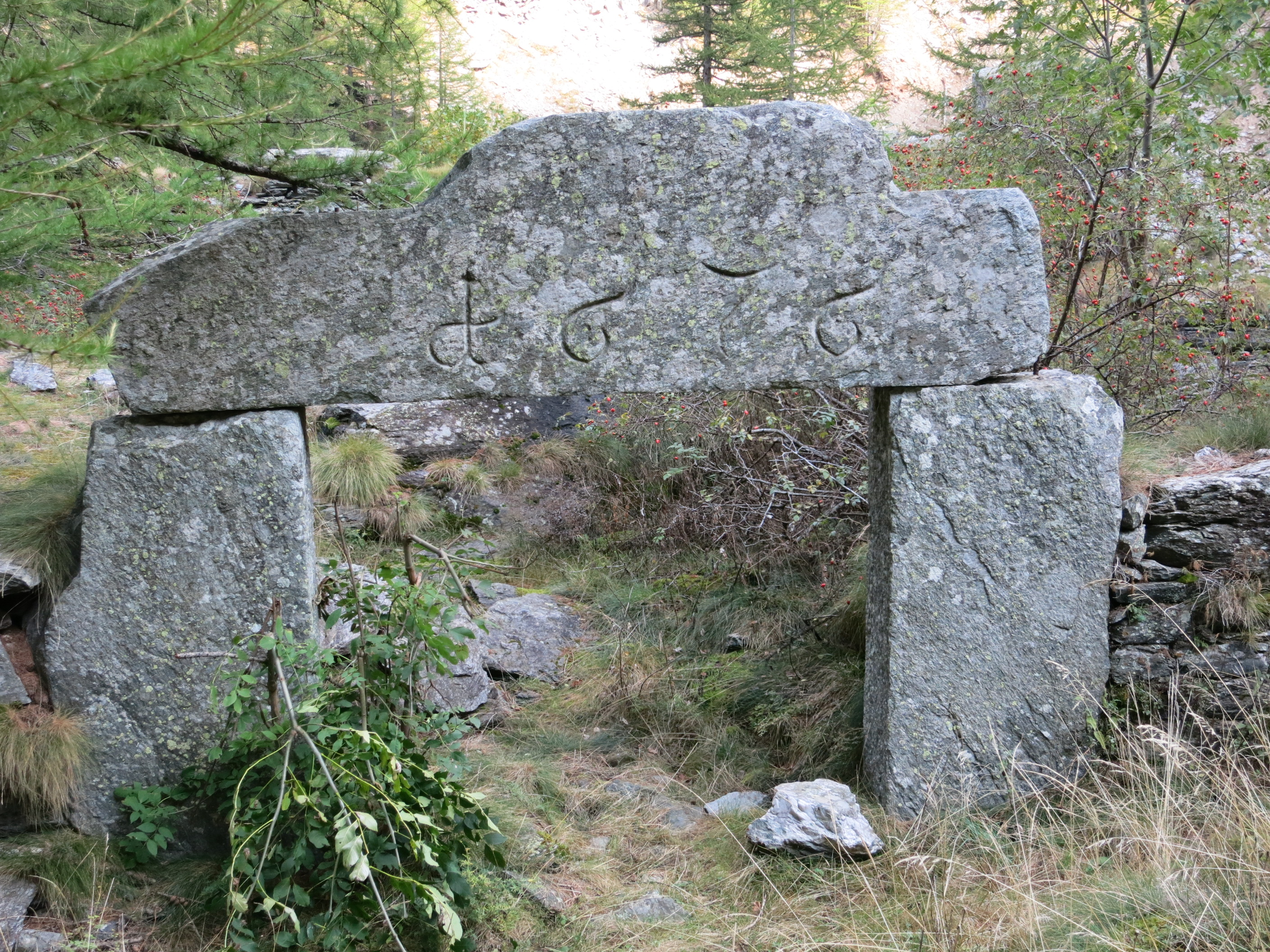
3. Ruine in der Äbi 1676
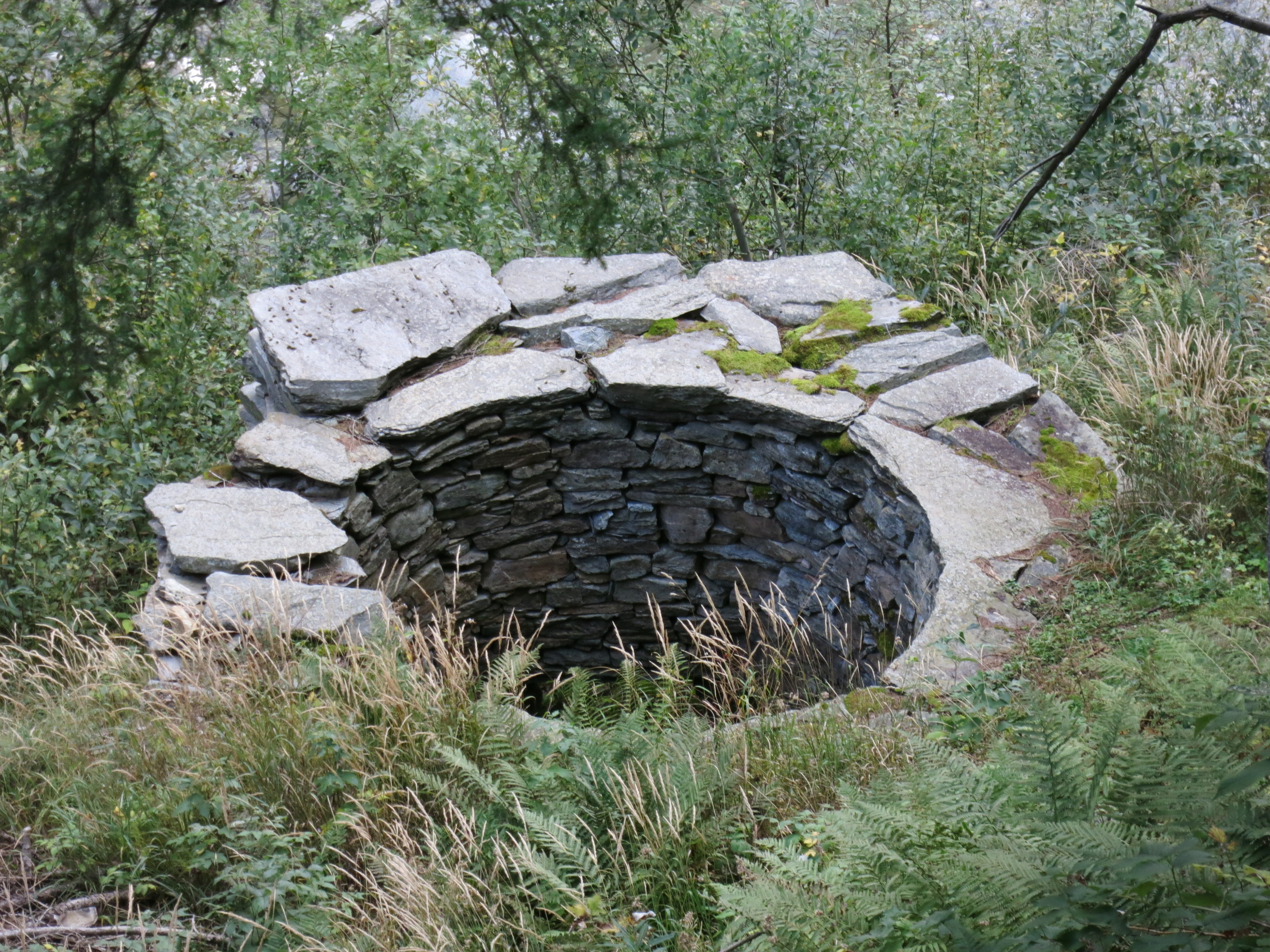
4. Kalkofen in der Gondoschlucht
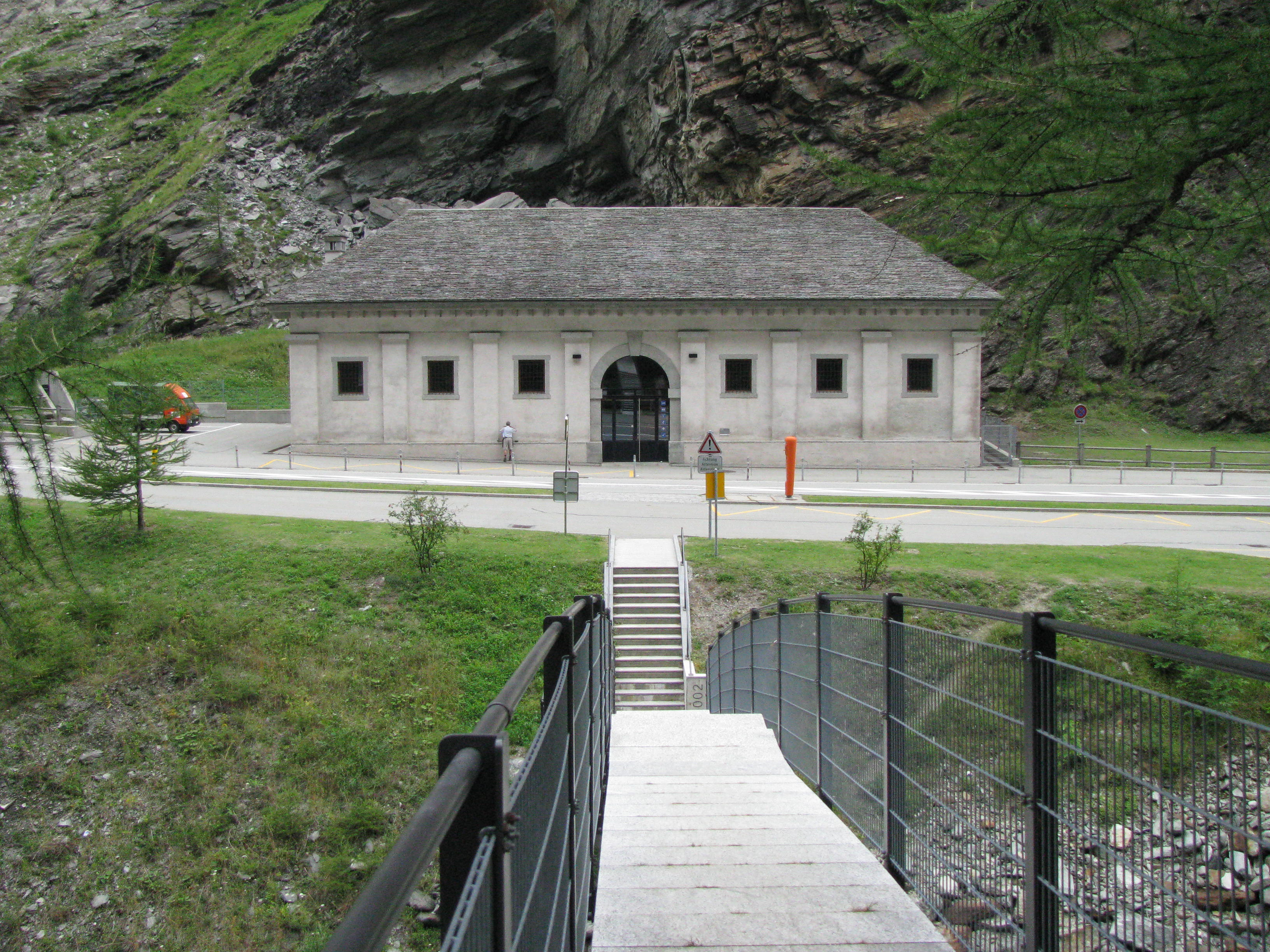
5. «Alte Kaserne»
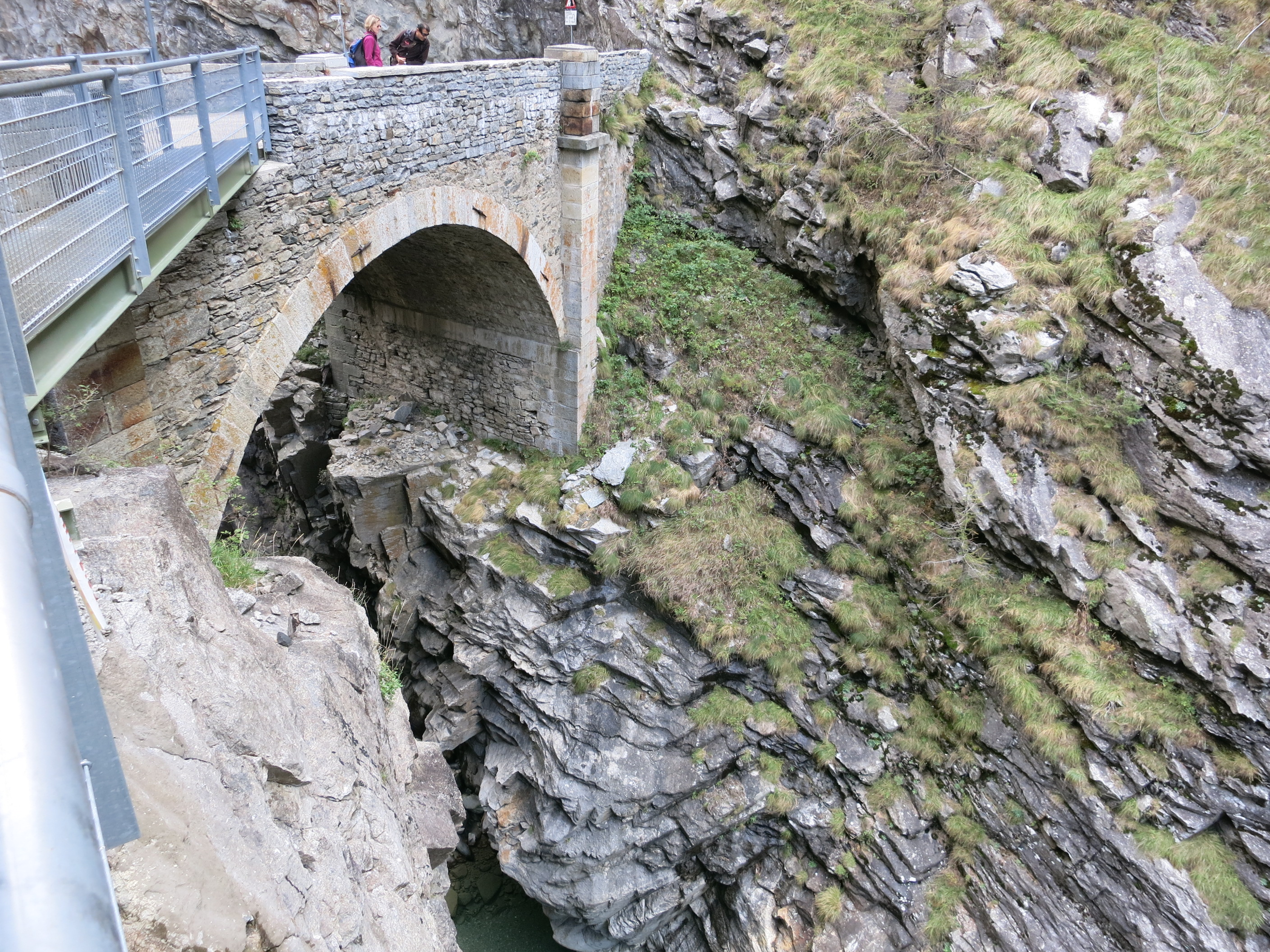
6. Ponte Alto («Hohstäg»)

7. Casermettabrücke und «Casermetta» ⊙
8. Fort Gondo ⊙
9. Die «Grosse Galerie» der Napoleonstrasse ⊙
10. Frascinodibrücke ⊙
11. «Pont des Sapins» ⊙
12. Stockalperturm Gondo ⊙

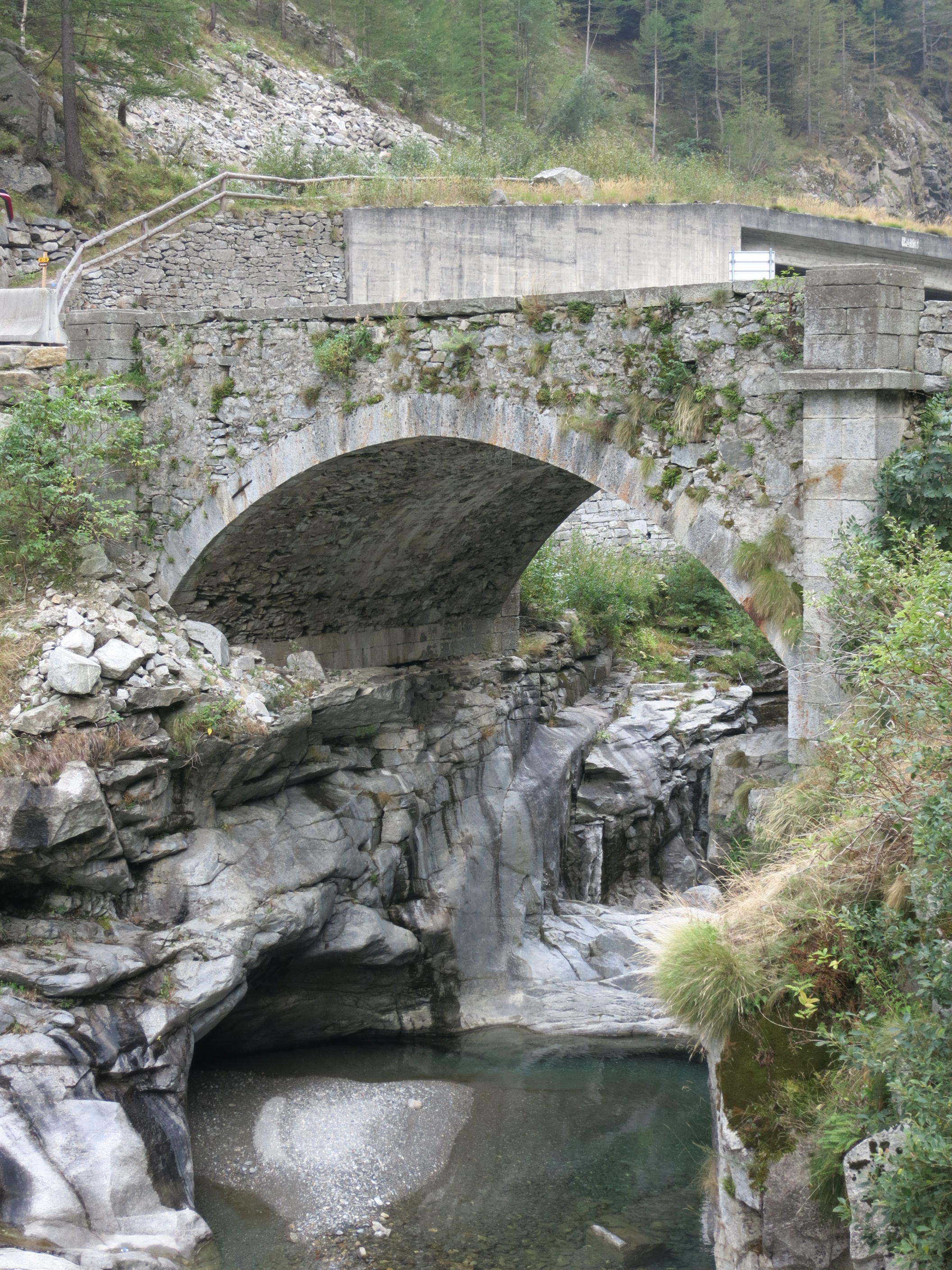
7. Casermettabrücke
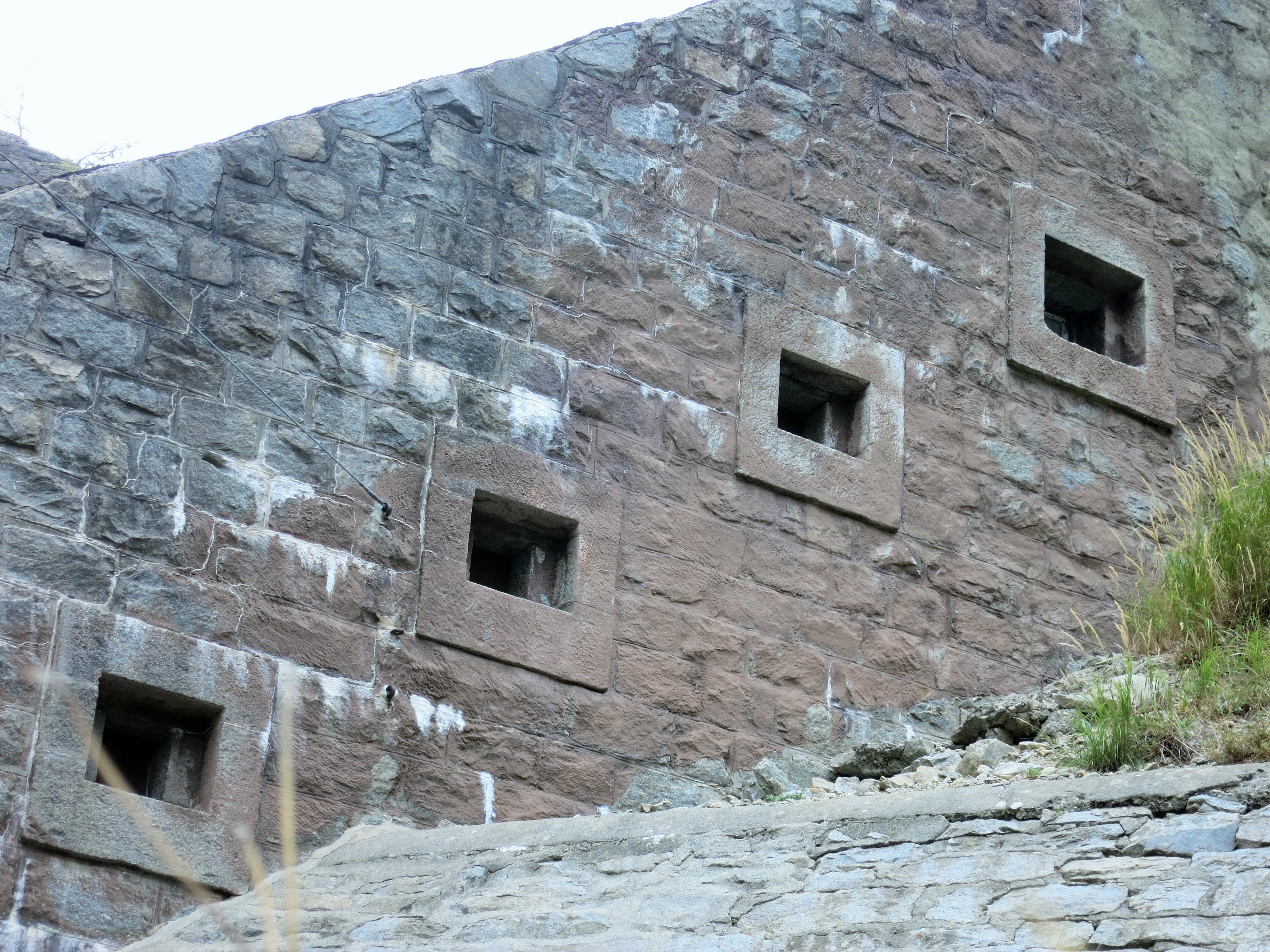
8. Fort Gondo
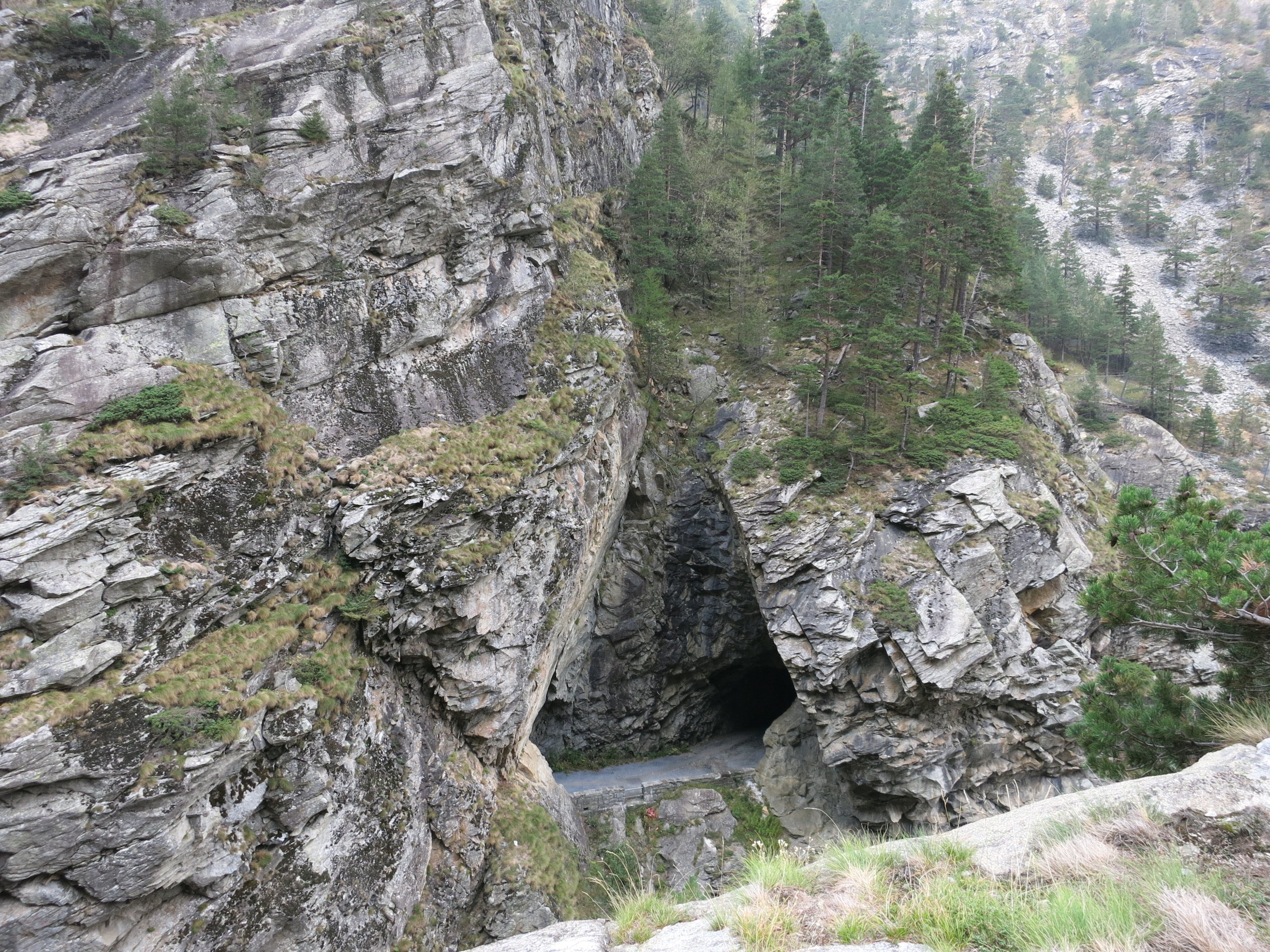
9. Grosse Galerie
10. Frascinodibrücke
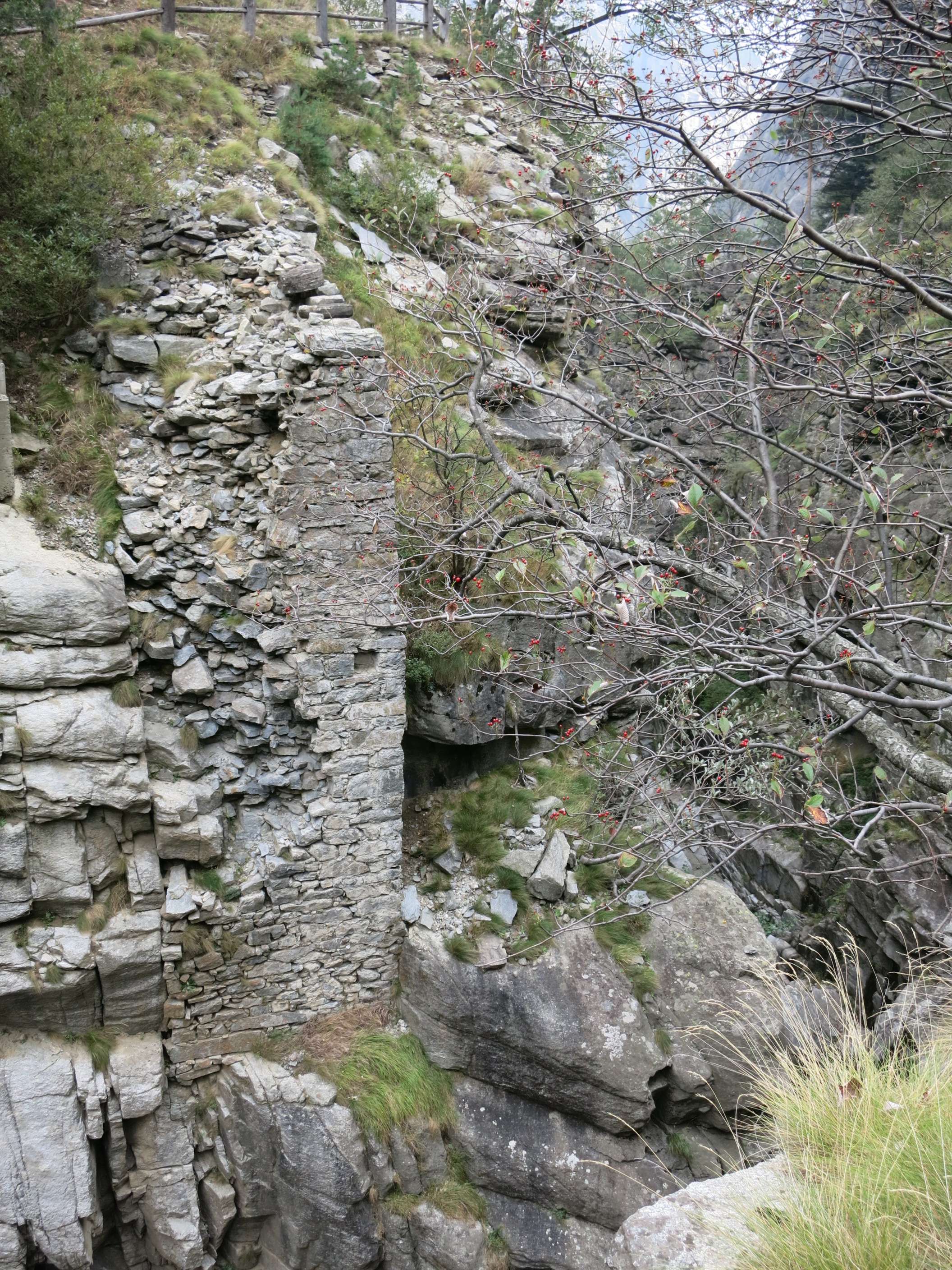
11. «Pont des Sapins»
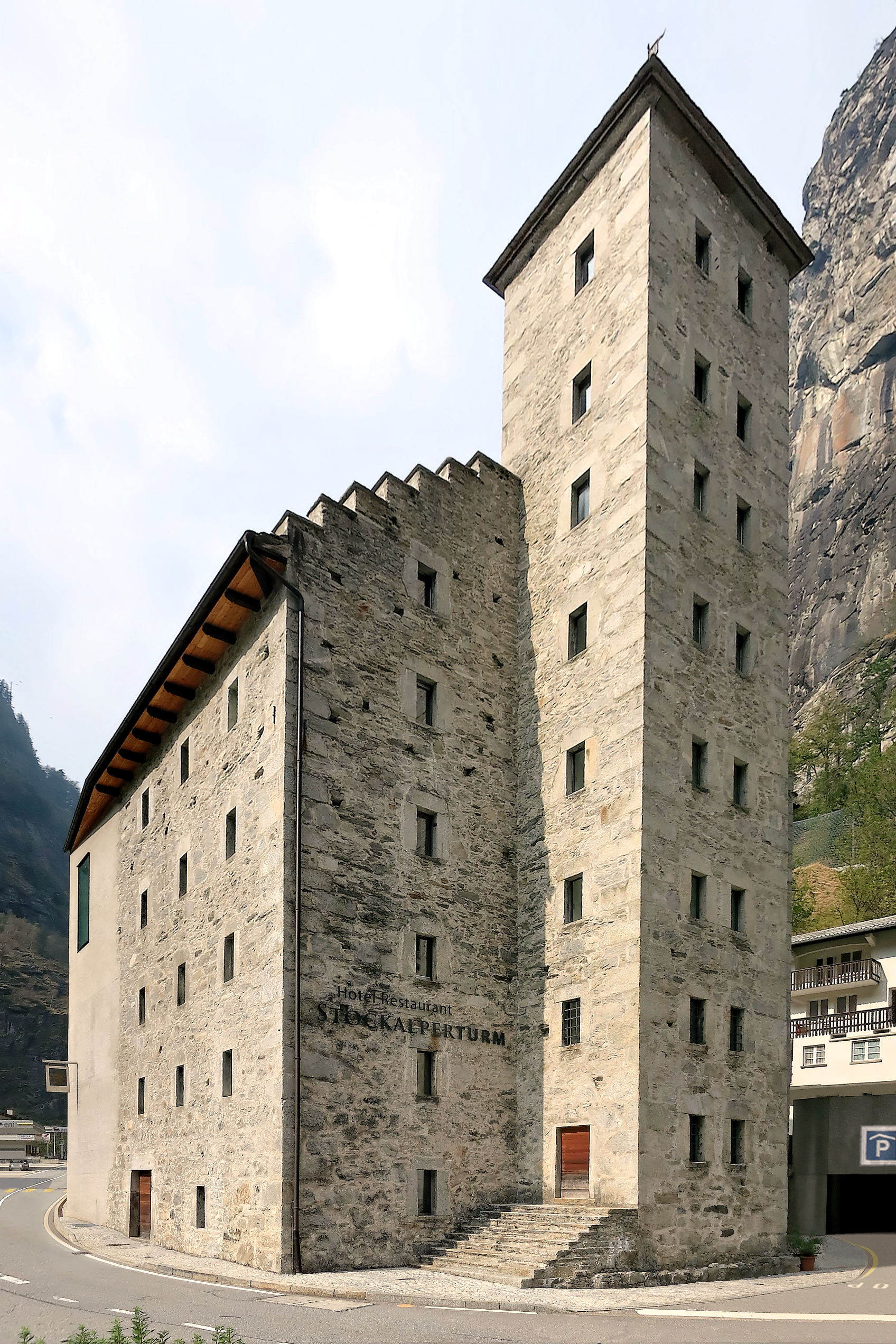
12. Stockalperturm Gondo

- Karte mit allen Koordinaten:
- OSM |
- WikiMap

## Ecomuseum Simplon Dorf

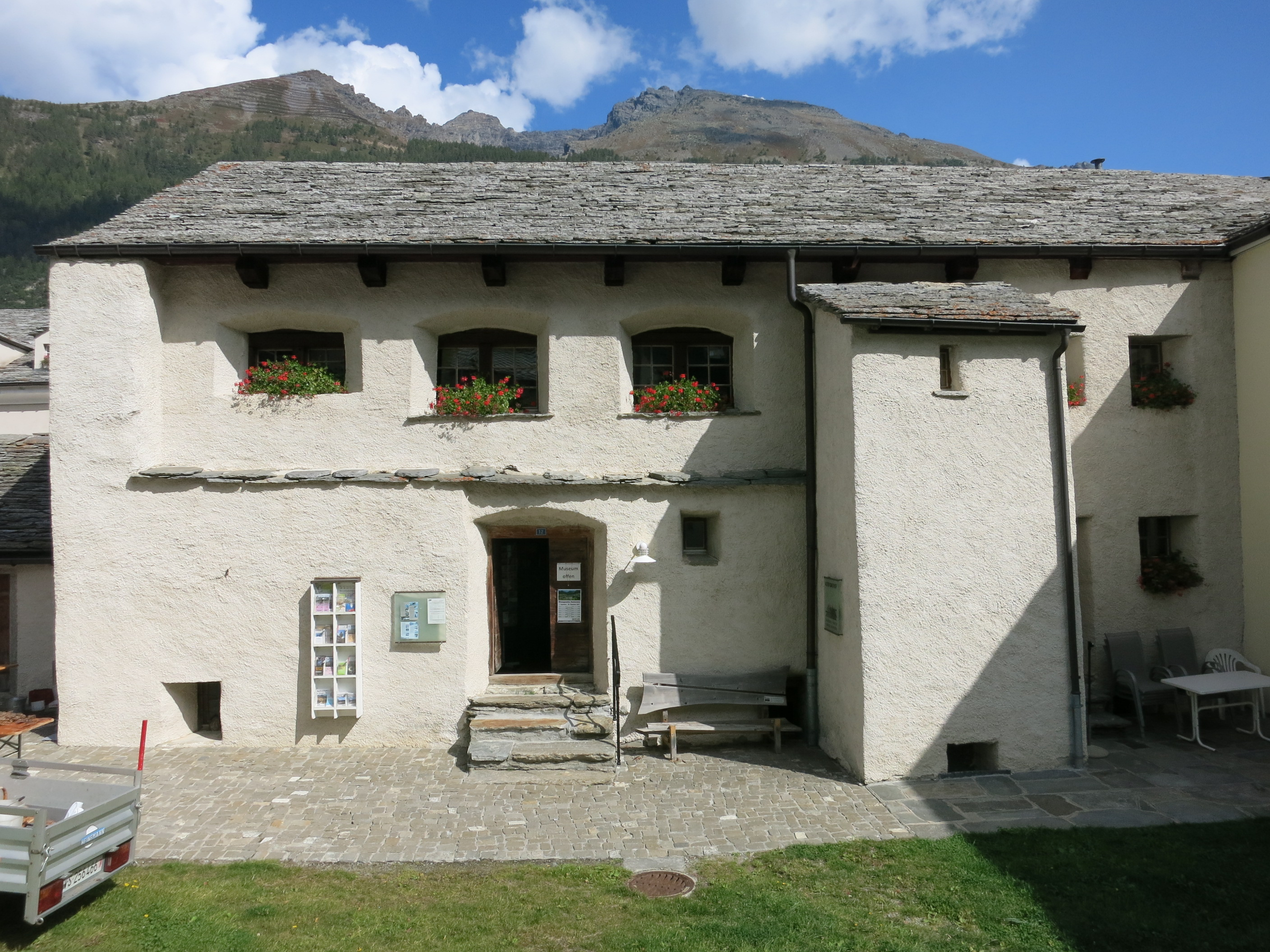
Ecomuseum «Alter Gasthof»

Das Ecomuseum «Alter Gasthof» in Simplon Dorf zeigt die Geschichte der Verkehrswege über den Simplon. Das Projekt «Ecomuseum Simplon» ist aus einem Kompromiss zwischen der Gemeinde Simplon VS und dem Inventar der historischen Verkehrswege der Schweiz (lVS) entstanden und führte dazu, dass der teilweise unterbrochene Saumpfad von Brig über den Simplonpass nach Gondo saniert und touristisch aufgewertet wurde. Träger des Projektes ist die 1991 im Stockalperschloss in Brig gegründete Stiftung «Ecomuseum Simplon – Museen und Passwege». Die Stiftung leitete die Renovation des «Alten Gasthofs» in Simplon Dorf sowie die Sanierung des Saumwegs über den Simplonpass, den «Stockalperweg», in die Wege.